# ポニーキャニオン
株式会社ポニーキャニオン（英: PONY CANYON INC.）は、日本の大手映像・音楽ソフトメーカー。フジ・メディア・ホールディングスの連結子会社で、フジサンケイグループに属する。通称は「ポニキャン」。
日本映像ソフト協会（JVA）、日本レコード協会（RIAJ）の正会員であり、過去両協会に会長を輩出している。
日本で最初期にミュージックテープ、ビデオソフトを販売したことで知られ、欧米メジャーに属さない独立系レコード会社としては世界有数の規模である（ソニーグループの音楽映像事業は、それ自体が欧米のメジャー領域で大きな一角を占めている）。

## 概要

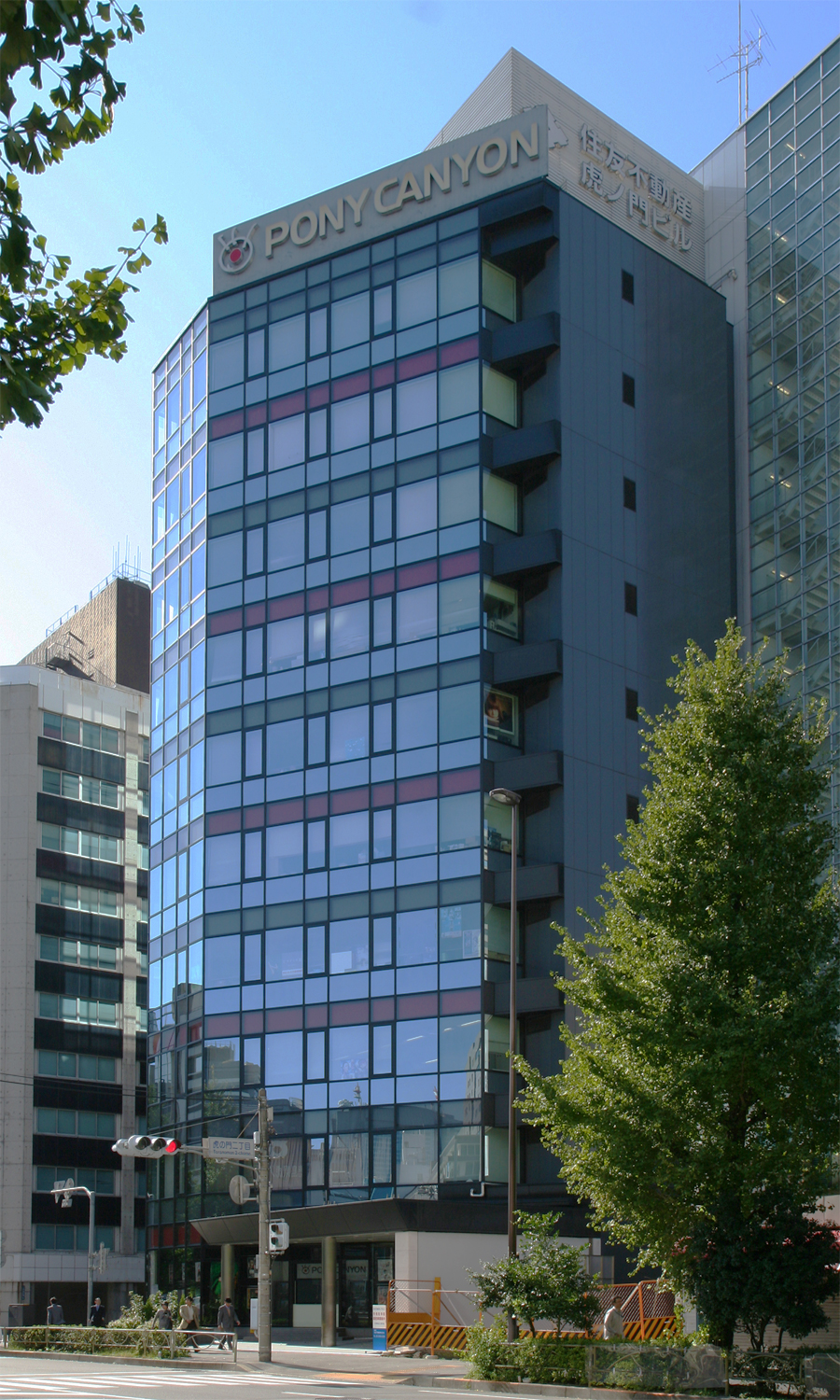
2019年4月まで本社が置かれていた住友不動産虎ノ門ビル（現在は解体済）

1955年、ニッポン放送の関連会社として設立された「株式会社ニッポン放送事業社」（ニッポンほうそうじぎょうしゃ）が前身。
1966年10月1日、当時ニッポン放送の常務だった石田達郎がカーステレオの普及を見越し8トラックによるミュージックテープを販売するため、現法人「株式会社ニッポン放送サービス」（ニッポンほうそうサービス）を設立。翌1967年4月に8トラック「ポニーパック」を発売。
1970年1月1日に「株式会社ポニー」と社名変更、コンパクトカセットを使用したミュージックテープ、およびビデオソフトの販売も開始した。同年8月1日に、ニッポン放送系列のレコード会社として「株式会社キャニオン・レコード」も石田が設立した。
1975年に発売された「およげ!たいやきくん」が450万枚（オリコン調べ）の大ヒットを記録。1978年には九段北に新社屋を建設、通称「たいやきビル」と呼ばれた（1986年九段NPビルに移転、2012年まで一口坂スタジオが使用）。
1982年に直系販売会社の「株式会社ポニーキャニオン販売」を設立。
設立の経緯からキャニオン・レコードがレコード・ミュージックテープ・CD、ポニーがミュージックテープ・CD・ビジュアルソフトと事業分野が分けられていたが、1987年10月21日に両社は合併し「株式会社ポニーキャニオン」となった。
1992年に製造部門（足立センター。ニッポン放送送信所の跡地（現：ニッポン放送足立予備送信所）にあった）と子会社のピーシープロジェクトが統合してポニーキャニオンエンタープライズとして独立した。その一方で、1994年にポニーキャニオン販売を吸収合併、本社を八丁堀に移転。
2006年4月1日にフジサンケイグループ（FCG）の再編が実施され、ニッポン放送の子会社からフジテレビの子会社に移行した。
2007年3月にはフジテレビの全額出資による完全子会社（扶桑社も同時期に完全子会社化された）となり、2008年10月フジテレビ等のFCGに属する放送事業者各社を認定放送持株会社傘下に統合することを核としたグループ再々編に伴い、グループ統括会社であり認定放送持株会社であるフジ・メディア・ホールディングスの完全子会社となった。
2009年、ポニーキャニオン音楽出版とPCI MUSIC設立。
2011年、アミディア設立。
2012年、ポニーキャニオン代々木スタジオ開設。閉鎖された一口坂スタジオから機材の一部を受け継いだ。
2013年、ポニーキャニオン渋谷スタジオ開設。ぽにきゃんBOOKS創刊 書籍事業がスタート。
2014年、エグジットチューンズ株式会社を完全子会社化。
2019年、エグジットチューンズから音楽出版事業と作家マネジメント以外の全事業を、ポニーキャニオンアーティスツから声優マネジメント事業を吸収し、エグジットチューンズはエグジット音楽出版に改称。
1998年から約20年に渡り、本社を虎ノ門（2020年開業の東京メトロ日比谷線・虎ノ門ヒルズ駅に隣接）にある住友不動産虎ノ門ビル（一棟借り）に置いていたが、2022年度竣工予定の虎ノ門ヒルズステーションタワーの隣接地（「都市再生特別地区（虎ノ門一・二丁目地区）」のA-4街区）にあたるため、2019年5月7日に六本木一丁目の泉ガーデンアネックス（一棟借り）に本社を移転している。

### 映像ソフト
映像ソフト販売会社としては老舗であり1970年3月11日に石田が「1980年には日本のビデオソフトが5,000億円産業に成長する」という趣旨の「ビデオソフト5千億産業宣言」を行い、同年7月1日にビデオソフト（オープンリール式）『ポニービデオ』を発売。オリジナル作品・およびフジテレビ系列の番組・映画の映像化作品はもとより、系列外の放送局（NHK・TBSテレビ・テレビ朝日・テレビ東京など）の番組DVDなども販売している。特にTBS系列はTBSホールディングスがカルチュア・コンビニエンス・クラブ、毎日放送などと共同出資したTCエンタテインメントがあるが、2010年時点でも『けいおん!!』や『アイリス』（フジ・メディア・ホールディングスの2011年3月期中間報告書にヒット作品として記載）などが当社からリリースされている。2000年には日本で初めて有料映像配信を開始。
なお、日本テレビ系の番組に関しては原則として日本テレビ子会社で系列各社も出資しているバップからリリースされているが、ドラマ『大都会』シリーズや、読売テレビ制作のアニメ『結界師』などのソフトは当社からリリースされている。
また、1984年にはウォルト・ディズニー・カンパニー（日本法人も）と契約、同社の映像ソフトの販売を受託していた（そのため、日本テレビが製作に名を連ねるスタジオジブリ作品についても、ジブリとディズニーの間で映像ソフト販売契約を結んでいるため当社が販売を担当した（現在はウォルト・ディズニー・ジャパンが発売元を、ハピネット・メディアマーケティングが発売・販売元を担当））。
かつてはMGM/UA・コロンビア ピクチャーズとも契約していたが、前者はワーナー・ホーム・ビデオに移管（現在はワーナー ブラザース ジャパン合同会社が権利元を、株式会社ハピネット・メディアマーケティングが発売・販売元を担当）、後者は株式会社ソニー・ピクチャーズ エンタテインメントが自ら販売業務を担当していた（現在は株式会社ソニー・ピクチャーズ エンタテインメントが権利元を、株式会社ハピネット・メディアマーケティングが発売・販売元を担当）。また、かつてはVestron Video International（後のベストロン・ビデオ社 → アスキーベストロン映画 → アスキー映画 → アスキービジュアルエンタテインメント）・英国放送協会（BBC）・ゴールデン・ハーベスト・ニューワールド・ビデオ（後のニューワールド・ピクチャーズ）・スパイグラス・エンターテインメント（現：スパイグラス・メディア・グループ）とも契約していた。
2006年4月に日本国内初のHD DVDソフトを発売し、最も意欲的にHD DVDソフトをリリースしているメーカーの一つであった。現在はBlu-ray Discソフトに関して積極的にリリースしている。HD DVDの幹事企業、メモリーテックの主要株主である事からHD DVD陣営であると見られていたが、同年12月にアニメ『AIR』のBlu-ray Disc版BOXを発売した（こちらも国内初のBDソフトとなる予定だったが、発売日を延期したためそうならなかった）。

### 音楽ソフト
ポニーパック発売当初は自社で音源は持たず、他のレコード会社から供給された音源を使っていた。しかし、同業他社からもミュージックテープが販売され、音源供給が難しくなることを見越し、自ら音源を保有するために設立されたのがキャニオン・レコードである。石田や高崎一郎（当時ニッポン放送プロデューサー）との縁から、東芝音楽工業（のちの東芝EMI → EMIミュージック・ジャパンを経て現在のユニバーサルミュージックジャパン）のディレクターであった高嶋弘之を取締役制作部長として迎えた。
前述の通り、8トラックやコンパクトカセットなど、カセットテープの音楽ソフトの販売はポニー、レコードやCD等、それ以外の音楽ソフトの販売はキャニオン・レコードと、事業が棲み分けられており、その関係で、キャニオン・レコード発売のカセットテープは、ポニーから販売されていた。特に中期以降のポニー販売のカセットテープは、競合する大手レコード会社の殆どがカセットテープの販売に参入していることから、キャニオン・レコードおよび同社に販売を委託しているレコード会社が発売するカセットテープの音楽作品の販売が殆どだった。
キャニオン・レコード設立からしばらくはニューミュージックの歌手が多く、1972年設立のアードバークレーベルにはヤマハ音楽振興会（現：ヤマハミュージックアーティスト）所属のアーティストが多く所属した。また、1975年のフォーライフ・レコード設立に際しては、レコード業界からの圧力に対し、石田が救いの手を差しのべ、レコード盤のプレスや販売を引き受けた。
1980年に田原俊彦と岩崎良美等が新人賞を同時受賞したのを契機にアイドル歌手の依頼が急増し、アイドル部門に力を入れるようになった。ミュージシャン出身で1970年代からニューミュージック部門を手がけていた渡辺有三（後のポニーキャニオン顧問）らが責任者を務め、1980年代のアイドル歌謡全盛期には一人勝ちに近い状態であった。
その後、1990年代以降のアイドル歌謡の衰退（「アイドル冬の時代」）により手がける作品は少なくなっていたが、2000年代初頭にはアップフロントグループによって設立された「ハチャマ」レーベルの販売受託（2004年アップフロントワークスに統合後も社内レーベルとして継続。2013年には「ピッコロタウン」「ライスミュージック」の各種社内レーベルがキングレコードから移管）や、フジテレビ発のアイドルグループである「アイドリング!!!」（2007年デビュー）等を経て、2013年には『ぽにきゃん!アイドル倶楽部』（ニコニコ生放送）を立ち上げ、「アイドル戦国時代」に対応している。しかし、2017年に同番組が終了、2018年にはベイビーレイズJAPAN等の解散、マジカル・パンチライン等の移籍、さらに2020年には若手のホープとして期待されていたSexy Zone等も離脱等再度縮小傾向にある。
嘗て山本譲二や石川さゆり等が所属していた演歌・歌謡曲部門等は売上不振から1999年をもってジャンル等を薄れ、2000年のヤマハミュージックコミュニケーションズ設立により、中島みゆき等ヤマハ所属アーティスト等が離脱した。以降、J-POP・アイドル歌謡曲・演歌・歌謡曲・洋楽等を特化している。これらの経緯もあり、レコード会社としては非常に長い歴史を持つにもかかわらず、所属アーティストの大半はA.B.C-Z等1990年代以降にデビューまたは移籍等してきたアーティストによって占められている。
2002年の夏からアイドル系レーベル「FLIGHT MASTER」所属アーティストにコピーコントロールCD（CCCD）を導入した。aiko・白鳥マイカ等の所属アーティストも導入していたが、2005年5月発売分以降は導入していない。所属アーティストはその導入時期においてもCCCDを導入せずCD-DAでリリースしており、全体的な導入には至らなかった。
2006年よりエグジットチューンズ（当時クエイクホールディングス）に資本参加、2014年に完全子会社化している。
2024年7月3日、新たに世界で活躍する日本発のバンド、アーティストを輩出するという目的のもと、株式会社GRIP、ホープレス・レコードともに共同プロジェクト『New Global Rock Artist』の始動を発表した。

### 音響制作
2018年3月まで子会社であったポニーキャニオンエンタープライズが設置・運営するポストプロダクション「P'sスタジオ（P's STUDIO）」にてアフレコスタジオを完備し、自社が製作委員会に参加するアニメ作品のアフレコを行う他、自社グループでアニメも含めた全ての音響制作が一貫して行える体勢を整えていた。

### マネジメント事業
1992年2月24日にマネジメント会社として、キャニオンミュージック（後の株式会社ピーシーミュージック、株式会社ポニーキャニオンミュージック、株式会社ポニーキャニオンアーティスツ）を設立。
2014年11月にポニーキャニオンアーティスツ社内に声優のマネージメントを行うスワロウを開設し、以降、花守ゆみり、遠藤ゆりかといった声優を輩出している。
2016年10月には、プロの声優アーティストの育成を目指すスクール「P's Voice Artist School」（ピーズボイスアーティストスクール）を開講させている。
2019年7月に、ポニーキャニオンアーティスツの声優マネジメントおよび声優スクール事業がポニーキャニオン本体に移管された。

### その他事業
1980年代は旧ポニーの「ポニカ（PONYCA）」ブランドで各種パーソナルコンピュータやファミリーコンピュータなどのパソコン・家庭用ゲーム機向けゲームソフトを発売していた。MSXにおいては自社版権を用いたオリジナル作品や海外作品に加え、セガのライセンスを受けたSG-1000およびSC-3000・マークIIIソフトの移植版を多数発売した。
映画配給部門を2013年2月に新設している。2017年公開の『ラ・ラ・ランド』が興行収入40億円を超える大ヒットとなった。
書籍部門は2013年4月に新設し、同年12月より「ぽにきゃんBOOKS」レーベルで書籍の刊行を開始。メインコンテンツとなるライトノベルでは「アニメ化」を見据えた上での「アニメ制作会社と連携した作品作り」があげられる。翌2014年に同レーベルからのアニメ化第1号作品として『ランス・アンド・マスクス』の制作が発表されている（2015年放送）。このほか同レーベルではアニメ関連ムックや契約声優の写真集などを発行している。
2014年4月からniconicoおよび音泉で情報番組『ぽにきゃんぜん部!』の放送を開始（隔週更新）。同年5月8日からはwebコミックサイト「ぽにマガ」を公開。毎週木曜に更新される。また、自社アニメ専門ECサイト「きゃにめ.jp」を出店し、独自特典を充実させている。
移転前の虎ノ門本社ビルの1階にはイベントスペースがあり、各種小イベントや記者会見等を行うことができた。2019年7月7日、六本木一丁目の新社屋3階に新イベントスペースが開設された。
2019年11月1日にはライブ劇場『harevutai』を開業。大型のスクリーンと最先端の3DによるCG技術を使用したスクリーンが設備されたライブハウスとなっている。

## ロゴマーク
ロゴマークはかつてレーベルごとに異なるものだったが、1982年10月以降、俗に「PC（パックマン）マーク」と呼ばれる幾何学模様のロゴを統一採用した。
1986年には目玉マークが付記され、企業ロゴタイプは馬場雄二が手掛けたフジサンケイグループの統一標準書体に変更された。
2004年には左から黒・灰・赤の3つの丸が並んだビジュアル・イメージ（VI）が併用（CM及びオープニングロゴでは"poc"の文字がこのロゴへと変化するジングルが流れている）され、商品やプロモーション等の主に一般向けにはこちらのVIが使用されるようになった。
設立50周年を迎えた2016年10月には「PC Pony Canyon」という新ロゴが登場し、現在はこのロゴが基本的に使用されている。

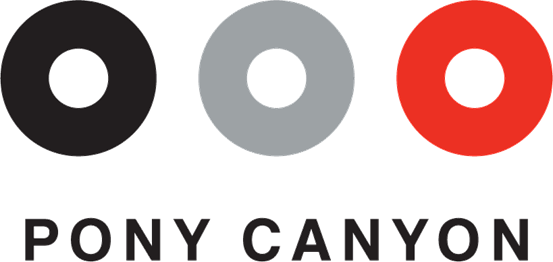
2004年から2016年まで使用されたロゴマーク

### 映像ソフトのオープニングロゴ

#### ポニー時代
- 初代 - [注釈 9]ブラックバックやブルーバック等で「PONY VIDEO」や「株式会社ポニー」等の静止画ロゴ（4:3制作）。
- 二代目 - [注釈 10]宇宙空間のバックで、光の軌道を3回して、ブラックバックで「PONY」のロゴを現れて、レーザービームで「VIDEO」を描いてフラッシュする（4:3制作）。
- 三代目 - [注釈 11]光の軌道が向こう側へ行くと同時にフラッシュし、向かいざまに「PCマーク」が中央に合わさる。下に「PONY VIDEO」が出てきてはフェードアウトすると、PCロゴが回転しリングを形成、1つになったリングから数々のカラーリングが飛び交い、上下から赤色の「PCマーク」と「PONY VIDEO」のロゴが合わさるとフェードで白バックになる（4:3制作）[注釈 12]。
- 四代目 - [注釈 13]金色のペンシルによって「目玉マーク」が描かれ、まつ毛が出てくる最中に左から潜り抜けるように「PONY VIDEO」のロゴが現れ、「目玉マーク」の下に合わさる。そしてフェードで赤い目玉が現れる（4:3制作）[注釈 12]。

#### ポニーキャニオン時代
- 初代 - [注釈 14]下から眼球（目玉マークではない）が現れ、アップして複数のキャラクター（王冠モチーフ、パイナップルモチーフ、頭蓋骨の模型モチーフ、ダンベルモチーフ、コマモチーフ等）が動き回り、そのキャラクターが目玉を模ったものに吸い込まれてはズームアウトし、グレーバックで「目玉マーク」と「PONY CANYON」のロゴが表示され、その前を綿帽子モチーフの3つ目のキャラクターが跳ねながら通過する（4:3制作）[注釈 15]。
- 二代目 - [注釈 16]「PONY CANYON」のロゴが一瞬で左側に移動し、輪っかの物と丸い物が高速で回転しながら「目玉マーク」を形成し、次第に回転がゆっくりになったところを左から戻った「PONY CANYON」のロゴが下に合わさり振動する[21]（4:3及び16:9制作）。
- 三代目 - [注釈 17]CMのサウンドロゴのアレンジ版[21]（4:3及び16:9制作）[注釈 18]。
- 四代目 - [注釈 19]CMのサウンドロゴのアレンジ版。白バックに赤色の水滴が落下し一瞬で赤くなっては白バックになり、黒・灰・赤の3つの球に分裂、黒の球が灰の球を右転がすと「ony」の文字が現れ、3つの球が「P」「C」「n」に変化し「C」と「n」の間に「anyo」が現れ「C」が赤文字に、「n」が黒文字に変化し「Pony Canyon」ロゴを形成。ロゴの上に黒文字で「P」が、赤文字で「C」が描かれる[21]（16:9制作）[注釈 18]。

### Zマーク
1980年代以降、全商品のジャケットやパッケージ側面に角が丸く黒い四角形に白抜きの「Z」が描かれた（描かれた場所の地色が黒の場合、赤い四角形に黒抜きで描かれた場合もある）ロゴが印刷された全商品が存在する。この通称「Zマーク」はレーベルを示すのではなく、販売店ごとに設定された「返品枠」の対象外商品である事を示す。光GENJI、CoCo等発売後数週で販売機会が失われるアイドル歌謡曲や新人アーティスト等の作品に多く記載されており、自由に返品を受け付けることでより多くの販売店に仕入れてもらい、露出させたい意図がある。なお、同社が販売を請け負っていたフォーライフ・レコード（当時）のごく一部の作品にもZマークが記載されている。

### レコードジャケット
キャニオンレコードが発足してしばらく、キャニオンレーベルから発売する邦楽制作のシングルレコードのジャケットのほとんどで、全面に「C」の文字があしらわれた（歌手の顔のまわりに「C」がくるようなデザインとなる）。このデザインは71年6月まで続いた。その後、'72年1月からジャケットの上部数ミリに7色の色見本を模したデザインがなされ、こちらは'74年2月まで続いた。

## レーベル

### 映像・音楽レーベル
- PONY CANYON（ポニーキャニオン） - メインレーベル
- FLIGHT MASTER（フライトマスター） - 現在はw-inds.のプライベートレーベルとなっている。
- LSG - GLAYの所属事務所loversoulによるレーベルで、2010年にloversoul music & associatesとして設立されフォーライフミュージックエンタテイメントが販売受託していたが、2012年にレーベル及び販売受託が移管。2016年に現在の名称に変更。品番はPC〇N-○○○○〇に該当。
- Canyon International - K-POP以外の洋楽を扱う。設立した1971年当初は海外レーベルとワンショット契約した洋楽ポピュラー作品、外国人によるインストゥルメンタル作品に冠していたが、その後は以上に加えて社内制作による英語詞の作品も取り扱った。80年代はユーロビート中心にヨーロッパのダンスミュージックの中小レーベルの作品をこのレーベルから発売した。PCCY-○○○○〇に該当。
- EXIT TUNES - ポニーキャニオンが販売する前は、ユニバーサルミュージックに委託。2009年に買収して子会社化、2019年にレーベル運営主体をポニーキャニオンに移管。近年の主力は「EXIT TUNESボカロコンピシリーズ」。
- IRORI Records - 2020年にメインレーベルから独立する形で設立されたレーベル。
- P's Records - 2021年にメインレーベルのアニメクリエイティブ本部（現：アニメ・映像事業本部アニメプロデュース1〜4部）管轄分が独立する形で設立されたアニメ音楽レーベル[22]。ただし、2022年現在では、この名称はCD等の商品にロゴが印字されている程度の使用に留まっており、既存の「ぽにきゃん」「きゃにめ.jp」の名称を継続利用している。
- RECA Records - レインボーエンタテインメントと連携したレーベル。

### 書籍レーベル
- ぽにきゃんBOOKS

### 過去に存在したレーベル
- CANYON（キャニオン） - 旧キャニオン・レコードと旧ポニーとが合併してポニーキャニオン発足の際、メインレーベルも社名と一致させるために移行。ただし意匠は「ジャガー横田&木下博勝」、「平松愛理」、「aiko」等がメインレーベル（PONY CANYON）のサブレーベルとして使用している。
- PONY（ポニー） - ポニーキャニオン発足後、PONY CANYONに移行。
- LOVE RECORDS（ラブ） - 日野皓正を専属プロデューサーに迎えたジャズ・レーベル。
- Cine Disc（シネディスク） - 映画関連のサウンドトラック・レーベル。
- AARD-VARK （アードバーク） - 1972年発足で、YAMAHA所属アーティスト（中島みゆき、CHAGE&ASKAなど）が多く所属したが、2000年にヤマハミュージックコミュニケーションズの設立に伴い消滅。
- NAV - 1973年発足、主にアイドルポップスをメインストリームとしたレーベル。設立当初は親会社であるキャニオン・レコードの機能子会社だったが1980年9月よりキャニオンに吸収され、同社の社内カンパニーレーベルとして機能したのち、1982年9月末を以って法人そのものが消滅した。
- ふしぎな赤ずきん - 1974年、作詞家・阿久悠の企画レーベル。
- DINOS（ディノス） - 1975年に機能子会社として発足した歌謡曲レーベル。1976年中ごろに閉鎖されて所属歌手はキャニオンに吸収された。
- SEE-SAW（シーソー） - 1976年代設立のロックレーベル。1990年代まで存在。
- F-LABEL - 1977年設立のフォーク、ニューミュージック・レーベル。松山千春・尾崎亜美・THE ALFEEらが所属。
- ARTISCO（アルティスコ） - SP音源からの復刻を専門にしたクラシックレーベル。
- AGHARTA（アガルタ） - 1980年初回発売、ジャズ、フュージョン系レーベル。
- SOH（ソウ） - 「ユイ音楽工房」の企画制作による、実質的に南こうせつと伊勢正三プライベート・レーベル。1981年から1999年まで。
- RACKYO RECORDS（楽京レコード） - CM制作会社「ミスターミュージック」の企画制作作品を発売したレーベル。
- T・E・N・T（テント）- 1985年にYMOの高橋幸宏とムーンライダーズの鈴木慶一が設立したレーベル。なお、後に二人が同レーベルの所属を離れた後もレーベルとしては存続していた。
- サイトロン・レーベル - ゲームミュージック用のレーベル。
- Zeit（ツァイト） - 1994年発足のTHE ALFEEのプライベートレーベル。1998年に東芝EMIへ移籍したため消滅。
- Sweeca - 1994年初回発売、スイートベイジルとの共同企画で設立された、スイカがロゴマークのジャズ/フュージョン・レーベル。ハーヴィー・メイソンやマイケル・ホワイト、ポール・ジャクソン・ジュニア、ドン・グロルニック等が所属していた。
- LOVE LITE（ラブライト） - 1995年に武内享が設立したレーベルで、武田真治が在籍した。
- INOKS RECORDS（アイノックスレコード） - 元avex trax代表取締役だった鈴木一成が設立したレーベル。品番はPC〇A-950〇〇。
- FAITHFUL - フェイスミュージックエンタテインメントが原盤供給した上で設立されたレーベル。1999年夏に東芝EMIに販売権が移管。ポニーキャニオンから販売したエレファントカシマシの3枚のアルバムと「真夜中のヒーロー」が1999年12月東芝EMIから再発。2002年にフェイス社が会社更生した際、ポニーキャニオンが販売した1996年～1999年に発売作品の原盤権をポニーキャニオンが買取、2009年に再発売。
- Leafage - 2001年初回発売、アダルト向けアコースティック音楽レーベル。
- m.o.e. - アニメ関連レーベル。2005年頃にメインレーベルに統合され事実上の消滅。
- Knife Edge - 2004年にFLIGHT MASTER内のレーベルとして発足、2008年に独立した。
- ROCKER ROOM - ORIGINAL LOVE等が2005年から2006年までのごく僅かな作品発売時に使用。
- FUTURE SHOCK（フューチャーショック） - 日本のHIP HOPレーベル。2005年より名称をUBG Records, BAY BLUES Recordsとして活動。
- くレーベル - KREVA主宰のレーベル

### 過去に販売権を取得していた主な海外レーベル
- ペニー・ファージング（Penny Farthing Records） - 1971年から1973年ごろまで
- スコッティ・ブラザーズ（Scotti Bros. Records） - 1980年から2000年ごろまで。
- サヴォア・フェアール（Savoir Faire Records） - 1983年から1986年ごろまで。
- A&Mレコード（A&M Records） - 1986年から1992年まで。PC〇Y-○○○○〇に該当。
- ウィンダム・ヒル・レコード（Windham Hill Records） - 1986年から1993年ごろまで。
- ディスコマジック（Discomagic） - 1987年から1990年代初頭まで。
- ハイテンション（Hi-Tension） - 1987年から1990年代初頭まで。
- ウォルト・ディズニー・レコード（Walt Disney Records） - 1990年から1999年まで。PC〇D-○○○○〇もしくはPC〇W-○○○○〇に該当。
- ハリウッド・レコード（Hollywood Records） - 1991年から1995年まで。PC〇Y-○○○○〇に該当。

### 販売委託レーベル
- アップフロントワークス
  - ハチャマ（hachama） - 同社の社内レーベルかつ、ごく一部のハロー!プロジェクト、およびM-line clubに所属する各アーティスト専用のメジャーレーベル。2006年までPACIFIC HEAVENレーベルの運営を行っていた。ただし、Buono![注釈 22]・しゅごキャラエッグ!・ガーディアンズ4の3組は例外的にポニーキャニオンから発売。なお、2025年現在ではアンジュルムとJuice=Juice、そしてJuice=Juiceの元メンバーだった宮本佳林がこのレーベルに在籍しており、実質的にこれら3組の専用レーベルとして機能している。
  - ライスミュージック（Rice Music） - 上記のハチャマ同様、同社の社内レーベルかつ、メジャーレーベルの一つ。2013年9月以降販売委託開始。2013年8月以前はキングレコードが販売委託。なお、2025年現在では堀内孝雄と高山厳がこのレーベルに在籍しており、実質的に堀内と高山の専用レーベルとして機能している。
- ヴィーナスレコード
- 京都アニメーション - 自主制作作品の販売を担当。
- 小学館 - 映像部門の一部のみ（担当作品は主に後述を参照）。
- ショウゲート
- セガ - 映像部門のみ、音楽部門は僅少。
- マーベラス - 一部の映像作品の受託販売を行っている。設立当初の音楽作品は、ポニーキャニオンが販売受託していた（後にCDについてはバップ → ジェネオン → ソニー・ミュージックに、DVD&Blu-ray Discについてはハピネット・メディアマーケティング[23][24][25]に各々販売委託）。
- TNX - アップフロントグループの音楽ソフト会社。設立母体は社長を務めているシャ乱Qのボーカル・つんく♂こと寺田光男。
- フォーミュラレコーディングス
- ブシロード - 「カードファイト!! ヴァンガード」「フューチャーカード バディファイト」「探偵オペラ ミルキィホームズ」等、同社主導のアニメ等の映像作品を自社制作の上、当社に販売委託している。
  - ブシロードミュージック - ブシロードの音楽部門子会社。同社制作作品の内、当社が製作委員会に参加している「探偵オペラ ミルキィホームズ」関連の音楽作品のみ当社に販売委託していた（制作にも関与、CD等のリリースイベントは共同開催）[注釈 23]。同社設立前はブシロード製作作品の音源制作も当社が担当しているものが多かったが、発足後[注釈 24]は同社の制作に移行し、販売に関しては当社委託が開始されたが、現在では同社による自社販売となっている。
- ブルー・ミュージックエンタテインメント
- ホリプロ
- ロックレコード

過去に受託していた企業は以下の通り。
- ハドソン・ミュージックエンタテインメント - コナミグループのゲーム会社であるハドソンのレーベル。2008年参入。ゲームとは一線を駕しHIPHOPに特化している。2012年4月にコナミデジタルエンタテインメントが吸収合併され、音楽部門はコナミレーベルに統合され、当社自体はコナミレーベルの販売委託を行っていないこともあり、業務提携を解消した。
- フォーライフ・レコード - 1975年から1996年9月30日まで。それ以降は1996年10月1日から1998年6月30日まではBMG JAPAN（現：ソニー・ミュージックレーベルズ）、1998年7月1日から2001年末までソニー・ミュージックエンタテインメントへ販売委託していた。井上陽水や今井美樹らの作品が台湾・香港で発売される際、ポニーキャニオンの現地法人を通して発売されていたが、ポニーキャニオンとの販売受託終了後はポリグラム系列のChinepoly Recordsや上華より発売されていた。
- フォーライフミュージックエンタテイメント - 2005年5月1日から2008年10月20日まで。2008年10月21日以降はBMG JAPAN（現：ソニー・ミュージックレーベルズ）に販売委託。ポニーキャニオンが販売受託する以前も、BMG JAPANが販売を受け持っていた。製造先はトエミ・メディアに委託していた。
- エレックレコード - エレックレコード復刻プロジェクト2009（2008年度 - 2009年度）のみ販売委託。
- アップフロントワークス　
  - ピッコロタウン（PICCOLO TOWN） - かつて存在していた同社の社内レーベルかつ、メジャーレーベルの一つ。2013年9月から販売委託開始。2013年8月以前はキングレコードが販売委託。当初はハロー!プロジェクト所属のアーティストを中心とした社内レーベルかつ、メジャーレーベルとして機能していたが、2025年4月現在の時点においてBitter & Sweetが唯一、このレーベルに在籍し、実質的に当グループ専用のプライベートレーベルとして機能していたが、2025年5月31日を以てBitter & Sweetの活動終了に併せる形で名実共に当レーベルはそのまま廃止されることとなった。
  - ヘッドディス（HARDIS） - かつて存在していた同社の社内レーベルかつ、上記のピッコロタウンのサブレーベル。2013年9月からレーベル廃止の2016年12月まで委託。なお、レーベル発足当初の2004年4月から2013年8月までは上記のピッコロタウンと同様、キングレコードに販売を委託されていた。
  - アップフロントワークス（UP-FRONT WORKS） - 同社の社内レーベルの一つ。映像部門のみ2019年3月まで委託。ただし、音楽部門は2019年3月までダイキサウンドに販売を委託されていた。
- センチュリーレコード - 八代亜紀や藤圭子・泉ちどりらが所属していた演歌・歌謡曲を主力したレコード会社。
- リバスター音産 - 佐川急便が設立したレコード会社で、橋幸夫やセイントフォーが所属。
- NEWSレコード - かつてキャニオンに所属していた松山千春が1980年に独立して設立したレコード会社。なお、松山はNEWSレコードの清算後にアルファレコード（現：ソニー・ミュージックレーベルズ）を経て日本コロムビアへ移籍し、現在に至っている。
- メディア・レモラス - 1987年にヴァージン・レコードとフジサンケイグループの合弁によるヴァージン・ジャパンとして設立。1990年にビクター音楽産業（現：ビクターエンタテインメント〈二代目〉）から販売権が移管される。1992年にヴァージン・レコードがEMIに買収されたことに伴い社名変更。1996年7月に新譜の発売を最後に解散され、ポニーキャニオンに吸収された。
- UNLIMITED RECORDS - 音楽事務所アンリミテッドグループが販売元のレコード会社に原盤供給した上でレーベルが設けられ、ポニーキャニオンとは1998年からhideやGLAYの映像作品を皮切りに2002年頃まで販売委託していた。なお、他のレコード会社から販売された作品を含め、同事務所に所属していたアーティストの楽曲の著作権の多くは現在、子会社のポニーキャニオン音楽出版が管理している。
  - mustard - 1998年に設立されたGLAYのプライベートレーベル。1999年5月にポリドールから販売権が移管。品番はPC〇U-○○○○〇。2002年末まで同社が販売し、2003年から東芝EMIに販売権が移管。
  - MASSIVE RECORDS - 品番はPC〇M-○○○○〇。2003年に日本コロムビアに販売権が移管。
- バリアフリー - フェイスミュージックエンタテインメントが設立したレコード会社で、1997年6月から2年間ポニーキャニオンが販売受託を行なう。規格品番はBF〇A-○○○○〇に該当。1999年夏に東芝EMIへ販売元が移管され、それに伴いポニーキャニオンから発売されたエレファントカシマシの旧譜が廃盤となり、1999年12月にBF品番で東芝EMIから再発売された。
- ジャニーズ・エンタテイメント - 2010年に発売した森光子のシングル「人生革命」のみ販売受託。（規格品番：PCCA-90004）[注釈 25]
- ウォルト・ディズニー・ジャパン - 映像部門のみ2024年9月30日まで委託。かつては音楽部門も含めて担当していたが、ライセンシー委託により現在ユニバーサルミュージックに発売・販売を委託。

## 所属アーティスト

### メインレーベル
あ行
- aiko（1998年 - ）
- AliA（2023年 - ）（SLIDE SUNSETにも所属）
- w-inds.（2001年 - ）
  - 橘慶太（2006年 - ）
- eill（2021年 - ）
- A.B.C-Z（2012年 - ）
- 奥華子（2005年 - ）

か行
- 片平里菜（2013年 - ）
- GARNiDELiA（2021年[26] - ）（デフスターレコーズ → SMEレコーズ → SACRA MUSIC → ユニバーサルミュージックより移籍）
  - MARiA（2021年[27] - ）
- 城南海（2009年 - ）
- 空白ごっこ（2020年 - ）
- 工藤静香（おニャン子クラブに在籍していた1986年から所属。2000年から2002年にかけて、エクスタシー・ジャパンに移籍していたが、活動休止期間を経て2005年ポニーキャニオンに再度移籍した。）
- KEi（2020年 - ）
- KOTORI（2023年 - ）
- cluppo（2021年 - ）
- GLAY（1999年 - 2003年、2012年 - ）（フォーライフミュージックエンタテイメントより復帰、プライベートレーベルはLSG。アンリミテッド・レコード時代の1999年から2003年にかけても所属していた。）

さ行
- Sound Horizon（2011年 - ）
- サバシスター（2024年 - ）（マネジメントはPIZZA OF DEATH）
- THE ORAL CIGARETTES（2023年 - ）（A-Sketchより移籍）
- Sizuk（2023年 - ）
- シナモロール（2021年 - ）（楽曲の配信及びプロモーションはサンリオと共同）
- SiM（2022年 - ）（EMI Recordsより移籍）
- シンデレラ宣言!（2021年 - ）
- SUPER★DRAGON（2024年 - ）
- そらる（2024年 - ）（Virgin Musicより移籍）

た行
- 超学生（2022年 - ）
- つるの剛士（2009年 - ）

な行
- NATURE（2020年 - ）

は行
- BAND-MAID（2021年 - ）（日本クラウンより移籍）
- ヒグチアイ（2021年 - ）（テイチクエンタテインメントより移籍）
- BIN（2021年 - ）（ボーカルの山上は、yama名義でソニー・ミュージックレコーズにも所属）
- 藤木直人（1999年 - ）
- HEY-SMITH（2023年 - ）

ま行
- 三浦風雅（2021年 - ）
- ミセカイ（2024年 - ）
- 宮下遊（2021年 - ）（EXIT TUNESより移動）
- Mumeixxx（2024年 - ）

や行
- 矢作萌夏（2023年 - ）
- UN1CON（2024 - ）
- 吉乃（2024年 - ）

ら行
- Lead（2002年 - ）
- 竜馬四重奏（2016年 - ）

### IRORI Records
2020年以降、それ以前からの所属者については元々メインレーベル所属
- 阿部真央（2023年 - ）※プライベートレーベル「KAGAYAKI RECORDS」所属[28]。2008年から2023年7月まではメインレーベルに所属。
- a子（2024年 - ）
- Official髭男dism（2018年 - ）
- Kroi（2021年 - ）
- go!go!vanillas（2024年 - ）（ビクターエンタテインメントのGetting Betterより移籍）
- SOMETIME'S（2021年 - ）
- スカート（2017年 - ）
- TOMOO（2022年 - ）
- Bialystocks（2022年 - ）
- Homecomings（2021年 - ）（マネジメントはSecond Royal Records/カクバリズムと共同）

### P's Records
アニメ・映像事業本部アニメプロデュース3部・4部（元アニメクリエイティブ本部）担当、2021年6月以降。それ以前からの所属者は元々はメインレーベル扱い
- 石原夏織（2018年 - ）
- 内田真礼（2014年 - ）
- AiRBLUE
- オーイシマサヨシ（2018年 - ）（TIME IS MONEY RECORDSにも所属）
- OxT（2015年 - ）（KADOKAWAにも所属）
- 鬼頭明里（2019年 - ）
- 久保ユリカ（2016年 - ）
- 下野紘（2015年 - ）
- スタァライト九九組（2017年 - ）（ブシロードミュージックにも所属）
- Smewthie（2021年 - ）
- 竹達彩奈（2012年 - ）
- DIALOGUE+（2019年 - ）
- 立花日菜（2024年 - ）
- 土岐隼一（2019年 - ）
- 花澤香菜（2021年 - ）（アニプレックス → SACRA MUSICより移籍）
- harmoe（2021年 - ）
- 福山潤（2016年 - ）
- 三森すずこ（2013年 - ）

### RECA Records
2023年以降、chilldspotは元々メインレーベル所属
- chilldspot（2022年 - ）
- とた（2023年 - ）

### 過去に所属していた主なアーティスト一覧
※印は、P's Records設立前のアニメ系アーティスト
あ行
- アイドリング!!! - 2006年 - 2015年解散。
  - AKBアイドリング!!! - 2009年、AKB48とのコラボレーションによる企画ユニット。
- 愛美 - 2013年を最後に活動が無く、2015年に契約終了[31]。2021年よりキングレコード（KING AMUSEMENT CREATIVE）に移籍し活動再開。
- アグネス・チャン - ワーナー・パイオニアを経てSMS（原盤権は渡辺音楽出版が所持）から移籍後、日本クラウンへ移籍した。
- 赤GANGU
- 明石家さんま - CBS・ソニーから移籍、2024年現在はアーティスト活動を休止している。ただし、『めざましテレビ』のコンピアルバム（同社版）には参加している。また、盟友である所ジョージとのデュエットシングル『明石家さんまさんに聞いてみないとネ』（1999年）も同社からリリース。
- Early Morning（2009年）
- ART-SCHOOL（2005年6月 - 2012年）
- the ARROWS（2006年 - 2009年）
- azusa（2010年 - 2013年）
- あのねのね - ワーナー・パイオニアへ移籍。
- あべ静江 - 当社脱退後、沢田亜矢子・林寛子・大場久美子とのユニット「女盛りゲザデレタ」でガウスエンタテインメント（現：徳間ジャパンコミュニケーションズガウス制作室）からリリースしている。
- 天野月子 - 2006年末で契約終了、インディーズで活動。
- 荒木由美子
- 新井満（2003年 - ）
- 嵐（1999年 - 2002年） - ジェイ・ストームへ移籍（2001年）。
- THE ALFEE（1979年 - 1997年） - 1974年のデビューはビクター音楽産業からだったが、2年で契約解除。無所属期間を経て1979年にキャニオンから再デビューし、その後東芝EMIに移籍。現在はユニバーサルミュージック所属。専用レーベルとして「Zeit」があった。
- 安蘭けい（2007年 - 2010年）
- アンサンブル・プラネタ（2001年 - 2009年）
- 生稲晃子
- 石川さゆり - 1993年にコロムビアから移籍したが、同社の演歌部門撤退により現在はテイチクに移籍している。
- 市川由衣 - 歌手活動停止
- 井森美幸 - 第9回ホリプロTSCのグランドチャンピオン。現在はアーティストとしての活動を休止している。
- 石川ひとみ - ビクターエンタテインメントを経てImperial Recordsへ移籍。
- 伊勢正三
- いちむじん（2004年）
- 井上喜久子（1994年 - 2010年）
- 岩崎良美 - 1989年にCBS・ソニーへ移籍。現在はインディーズとして活動。
- いんぐりもんぐり - フィリップスレコードから移籍、解散。
- THE WAVES
- UZI（2002年 - 2008年）
- 上戸彩（2002年 - 2009年）
- うしろ髪ひかれ隊
- うしろゆびさされ組 - おニャン子クラブ（後述）解散により活動終了。
- 有頂天 - ナゴムレコード（インディーズ） → ポニーキャニオン → 再度インディーズへ → 東芝EMI。
- 内海和子
- UROBOROS（2015年 - 2016年）
- 浦田わたる
- 浦部雅美→うらべまさみ
- えちうら - 2006年末で契約終了、インディーズ活動。
- Any（2010年）現在はインディーズで活動。
- 恵比寿マスカッツ - 2012年、ユニバーサルミュージックより移籍の後、2013年4月解散。
  - 恵比寿★マスカッツ（2015年 - 2017年）
- エミー・ジャクソン - 1984年にコロムビアから移籍。1986年で契約終了。
- エレファントカシマシ - バリアフリーレーベルの販売権移行に伴い東芝EMIへ移籍した。
- L⇔R（活動停止）
- LM.C - 2014年にFlyingStar Recordsに移籍。
- M-Swift（2008年）
- elfin'（2015年 - 2016年）
- 遠藤ゆりか（2014年 - 2018年）2018年6月、芸能活動引退に伴い契約終了。※
- 大田クルー - 解散
- 岡田奈々
- 岡田有希子 - 活動中の1986年に急逝。
- 小川はる子 - 現在は日本クラウンに所属。
- 荻野目慶子
- 奥永知子 - 「HeBeE」プロジェクト
- 尾崎亜美 - 東芝EMIから移籍後、同社への再移籍を経てコロムビアへ移籍した。
- OZROSAURUS - 歌詞の表記を巡って同社と対立。インディーズに活動の場を移した[32]。
- 小高恵美
- おニャン子クラブ
- オメでたい頭でなにより（2018年 - 2024年） - 2024年4月より無期限活動休止。
- ORIGINAL LOVE - 1995年に東芝EMIから移籍。2008年で契約終了。
- オユンナ

か行
- ガーディアンズ4 - 2010年3月活動休止
- KAI FIVE（活動休止）
- 甲斐よしひろ（→ 東芝EMI → ユニバーサルミュージック → 日本クラウン → 現在はプライベートレーベルbloom labelに所属）
- CASIOPEA - アルファ・ミュージックより1994年に移籍した。1999年発売のアルバム『MATERIAL』を最後にかつて所属していたパイオニアLDC（現：NBCユニバーサル・エンターテイメントジャパン）に移籍した。
- 梶原聡
- 片岡鶴太郎
- 加藤いづみ - VAPに移籍後、現在はインディーズにシフトしている。
- 加藤英美里（2008年 - 2012年）[注釈 26]
- 加藤和樹（2009年、avex traxより移籍。2011年、avex traxへ再移籍）
- 金井夕子
- 叶美香（2000年）
- 上白石萌音（2016年 - 2019年）
- カミタミカ（2005年 - 2007年）
- 川島なお美 - 東芝EMIに移籍後、歌手活動停止。2015年死去。
- 川菜翠（現：KAORI.・サイトロンディスク（後のハピネット音楽制作部） → 志倉らの独立により5pb.へ移籍）
- 川村かおり - ファンハウス → 「SORROW」名義でインディーズへ → ユニバーサルミュージックへ移籍
- がんばれ!Victory - 2017年5月に解散
- 神戸みゆき
- Kiss Destination - 活動終了
- 喜多村英梨 - ランティス → キングレコード（スターチャイルド） → トムス・ミュージック → ロッカンミュージック → 現在は自主レーベル。
- 木之内みどり
- 木村佳乃 - 歌手活動停止
- クリスタルキング - 現在も複数のレーベルで活動中。
- GRAPEVINE（1997年 - 2014年） - ビクターエンタテインメント/SPEEDSTAR RECORDSに移籍
- 研ナオコ
- KREVA（2004年 - 2014年） - ビクターエンタテインメント/SPEEDSTAR RECORDSに移籍
- GO-BANG'S - 1992年にBMGビクターに移籍したが、1994年に解散。ベスト盤やDVDなどは現在もPCより発売。
- KOKIA - ビクターエンタテインメントに移籍。
- CoCo
- 小島麻由美 - 2010年よりインディーズ活動
- 児島由美
- COMA-CHI - 2011年に独立。
- KODOMO BAND - 一時期EPIC・ソニーに移籍したが、1986年に復帰。1988年にビクター音楽産業へ移籍。
  - うじきつよし
- KOHEI JAPAN（2007年 - 2008年）
- GOING UNDER GROUND（2010年 - 2012年）
- 小林千絵
- 小林美樹
- COBRA
- GONTITI（2001年にエピックより移籍したが、その後エピックに復帰）

さ行
- サーターアンダギー（活動終了）
- 斉藤満喜子
- 斉藤由貴 - ヤマハミュージックコミュニケーションズへ移籍した。
- 崎谷健次郎 - 1998年に独立。SMC（Shoko Music company）へ移籍。クロールクロール所属を経て、2006年にOFFICE WALKER walker brothers所属。2008年からIMPRESSIONに所属し、ユニバーサルミュージックへ移籍した。
- SuG（2010年 - ）
- 佐藤史果（2011年）
- 佐藤裕美（現：佐藤ひろ美） - かつてはKMEから歌手デビューしたが、販売元のキングレコードに移籍した。その後、しばらくはインディーズ中心で、ランティスなどで音楽活動を行い、アニメ主題歌で同社より発売されたものの、ブロッコリーの「b-fairlyレコード」に移籍してアーティストとしてのメインプロデューサーを上松範康より飯塚昌朋に交代し、歌手として本格始動した。
- 里中茶美（「HeBeE」プロジェクト）
- the pillows - キングレコードを経てエイベックス（avex trax）に移籍。
- さんみゅ〜 - 2018年よりインディーズ活動。
- シイナナルミ - 2019年より所属。同年リリースの2ndシングル以降楽曲のリリースが無く、2023年にリリースされた楽曲からはインディーズでのリリースとなっている為、以降は退所したものとみられる。
- Zeebra - ポリスターから移籍後、ソニー・ミュージックエンタテインメント傘下のアリオラジャパンへ移籍。
- 子門真人 - フリーランスの歌手として本レーベルからも楽曲を発表。1993年頃に引退。
- cinema staff（2012年 - 2019年）
- 下川みくに（チェキッ娘時代の1998年より在籍）
- 白鳥マイカ - 2004年末で契約終了、ユニバーサルミュージックへ移籍した。
- SHAKALABBITS（2009年 - 2011年）
- ジャガー横田 & 木下博勝（2007年）
- John-Hoon（2007年 - 2010年）
- ジャニーズJr. - ジャニーズ・エンタテイメント、ジェイ・ストームへ移籍した。
- JAMIL（2010年）
- 羞恥心 - 2009年から音楽活動休止（芸能活動自体は野久保直樹がヘキサゴン最後の出演をするまで継続）
- しゅごキャラエッグ! - 2010年3月活動休止
- 少年隊 - ワーナー・パイオニアから移籍後、ジャニーズ・エンタテイメントへ移籍した。
- JiLL-Decoy association
- 神聖かまってちゃん（2017年、2021年） - 2017年には移籍を発表したもののエイプリルフールネタで、実際は『進撃の巨人』のタイアップによるレンタル移籍であった為、進撃の巨人関連の2作品のみでの所属となった[33]。
- 杉田かおる（2004年）
- sleepy.ab（2009年 - 2011年）
- SONOMI（2007年）
- スラップスティック
- セイント・フォー
- 瀬川あやか（2016年 - 2018年）
- 関口誠人（1988年 - 1992年）
- Sexy Zone（2011年 - 2020年） - 海外展開を視野に入れた活動を始めるため、ユニバーサルミュージックにプライベートレーベルを設立。
- 瀬戸朝香
- 世良公則

た行
- 高井麻巳子
- 武田真治
- 谷村新司 - ポリスターから移籍後、Imperial Recordsを経てavexへ移籍。
- 谷山浩子 - ヤマハミュージックコミュニケーションズへ移籍。
- 田中有紀美
- 田中陽子
- 田原俊彦 - ガウスエンタテインメント（現：徳間ジャパンコミュニケーションズガウス制作室）を経てビクターエンタテインメントへ移籍した。これはジャニーズ事務所からダブルティプロジェクト（個人事務所）を経てJVCエンタテインメント・ネットワークスへの所属事務所移籍に伴うものである。
- 田山雅充
- チェキッ娘（解散）
  - Ace File
- 千葉麗子
- チェッカーズ（解散）
  - 藤井フミヤ - ソニー・ミュージックアソシエイテッドレコーズへ移籍した。
  - 藤井尚之 - ソニー・ミュージックアソシエイテッドレコーズへ移籍した。
  - 鶴久政治 - メジャー契約終了後、インディーズにて活動。
- Chuning Candy（2018年 - 2022年）
- CHERRYBLOSSOM（解散）
- CHAGE and ASKA - → 東芝EMI → ヤマハミュージックコミュニケーションズ → ユニバーサルシグマ
- つみきみほ
- ツユ（2022年 - 2023年） - 元々2年契約での所属だったが、『傷つけど、愛してる。』のミュージックビデオの公開延期[34]などのトラブルが度重なり、ぷすが不満を募らせた結果、1年での退所となった。2024年現在インディーズに戻り活動。
- Daisy×Daisy（2010年 - 2013年）
- TiA（2011年）
- D-51（2004年 - 2010年）
- テツandトモ - 現在はファイブズ・エンタテインメント（キングレコード関連会社）へ移籍
- 所ジョージ - → EPIC・ソニー → VAP → avex
- 敏いとうとハッピー&ブルー
- TOM★CAT - 現在は自主運営で活動中。
- とんねるず（1986年 - 1996年）
  - 1996年のシングル発売を最後に「とんねるず」名義での歌手活動は現在休止状態である。
  - 石橋貴明 は『Little Kiss』『ANDY'S』、木梨憲武は『憲三郎＆ジョージ山本』『あじさい』で当レーベルよりCDをリリース。
  - 他レーベルで企画ユニットのCDリリースを行なっているが、ビデオやDVDの映像ソフトは当レーベルから今もリリースされている。
- とんぼちゃん - 1974年「貝がらの秘密」でデビュー。1977年「とんぼ」に改名。1981年、日本コロムビアへ移籍。その後解散。

な行
- NaotoHiroki&Karatesystems（2013年 - ）ORANGE RANGEのメンバーであるNAOTOとHIROKIによるユニットプロジェクト。自主レーベルであるSUPER（（ECHO））LABELと共同。
- 永井龍雲 - コロムビアミュージックエンタテインメントに移籍した後、インディーズで活動。
- 中嶋ミチヨ
- 中島みゆき - ヤマハミュージックコミュニケーションズへ移籍。
- 中条きよし - → テイチク → RVC → キング → ポリドール → バンダイミュージック → ガウスエンタテインメント（現：徳間ジャパンコミュニケーションズガウス制作室）
- 中村舞子（2011年 - 2014年）
- なぎら健壱 - なぎらけんいち名義で音楽活動した
- 七森中☆ごらく部（2011年 - ）※
- 南波志帆（2010年 - ）
- 新妻聖子（2006年 - 2013年）
- 新島弥生
- 新田恵利
- 西田ひかる
- ねずみっ子クラブ
- 能瀬慶子
- NO DOUBT FLASH（2010年）
- Non Stop Rabbit（2020年 - 2023年） - 2023年4月19日をもって解散。

は行
- BY-SEXUAL
- はいだしょうこ（2008年 - ）
- Hi-Fi CAMP（2011年 - 2013年）
- パク・ヨンハ（2004年 - 2010年）
- 波田陽区（2004年 - 2005年）
- はちみつロケット（2018年 - 2020年）
- 遼花（ハルカ）
- 八反安未果 - RISING RECORDS（エイベックス系インディーズレーベル。前者およびヴィジョンファクトリーとの共同運営で、彼女はその第一号）へ移籍。
- häv - 活動停止
- 花田ゆういちろう（2017年 - ）
- 早坂好恵（「HeBeE」プロジェクト）
- 速水けんたろう
- 林紀恵
- 林寛子 - 当社脱退後、大場久美子・あべ静江・沢田亜矢子とのユニット「女盛りゲザデレタ」でガウスからリリースした。現在は歌手としての活動を休止している。
- 原田知世 - → 東芝EMI → CBS・ソニー → フォーライフミュージックエンタテイメント ※CBS・ソニー時代までの原盤権は引続き角川書店が保有。
- 般若 - → エイベックスへ移籍。
- bump.y - 2014年に活動終了。
- 光GENJI（後に脱退したメンバーが居た事で、『光GENJI SUPER 5』を経て、解散。『パラダイス銀河』『勇気100%』などヒット曲多数）
- bice - UNDER FLOWER RECORDSより1998年移籍。徳間ジャパンを経て日本コロムビアへ移籍。2010年死去。
- 日笠陽子（2013年 - 2014年）※
- 飛輪海（2007年 - ）
  - AARON（2011年 - ）
- HIBIKILLA
- B1A4（2012年 - 2017年）
- 美少女クラブ31（美少女クラブ21、2004年）
- 悲愴感（2008年8月27日発売の悲愴感が唯一のシングルリリース）
- 平松愛理
- BEREEVE（ビクターエンタテインメントに移籍。現在は活動終了）
- 深田恭子（1998年 - 2003年）歌手活動停止
- 福田沙紀（EMIミュージックジャパンへ移籍）
- the BOOGIE JACK（活動休止）
- 福永恵規
- フジコーズ（2023年 - 2025年） - 2025年3月30日解散。
- 藤田恵美（Le Coupleがデビューした1994年より在籍。2001年10月よりソロ活動開始し2017年まで在籍）
- 藤正樹
- +Plus（2009年 - 2011年）
- フレンズ（2009年 - 2011年）
- ポチョムキン（2009年 - ）
- 古内東子 - ティアブリッジ（エイベックス）へ移籍。
- FLAME - 2010年3月1日解散。
- The brow beat（2021年 - 2022年） - ドリーミュージックへ移籍。
- FUNKIST（2008年 - 2012年）
- HALO - 活動停止
- 防弾少年団（2014年 - 2016年）
- ブリーフ＆トランクス（2016年 - 2018年）
- Home Grown（2002年 - 2013年）
- 星美里（現：夏川りみ、ビクターエンタテインメント）
- BONNIE PINK - WEA Japanへ移籍。
- Buono!（アップフロントワークス（ゼティマレーベル）へ移籍）
- ベイビーレイズJAPAN（2012年 - 2018年）解散。
- 堀ちえみ
- ポール・モーリア - 1994年にフィリップスより移籍、2006年死去。

ま行
- 前川清 - → RVC → ポニーキャニオン → ソニー・ミュージックエンタテインメント（旧BMGジャパン） → 徳間ジャパンコミュニケーションズ（旧ガウスエンタテインメント） → テイチクエンタテインメント
- 牧瀬里穂
- 松原みき - ビクター音楽産業へ移籍。
- 松本ちえこ
- 松山千春 - NEWSレコード → ALFAレコード → 日本コロムビア
- 松本明子 - 1989年にVAPから移籍した後、1998年に同社へ再移籍した。現在は歌手としての活動を休止している。
- 円広志
- MICHI（2015年 - 2017年）
- 三木聖子
- まなみのりさ（2012年 - 2013年）
- Mr.FanTastiC（2019年 - 2021年7月[35]）- 2021年9月、フォーライフミュージックエンタテイメントへ移籍[36]。
- 光岡昌美 - 2009年にMizcaに改名、同時に日本クラウンへ移籍。
- 光永亮太 - 現在フリー
- 南こうせつ - 2001年に日本クラウンへ移籍。
- 南野陽子 - 『うたばん』の企画でセルフカバーシングルを発売。歌手活動中止以前はソニーレコードに在籍。
- Milky Bunny（益若つばさ／2011年 - 2014年）
- ムーンライダーズ - RVCより移籍。後に、東芝EMI → ファンハウス → キューンレコード → ドリームマシーン → プライベートレーベルMoonriders Records。
- Maison book girl（2018年 - 2021年）（徳間ジャパンコミュニケーションズより移籍）
- Melody - → スターランド → ポニーキャニオン
- MEN'S 5 - → 東芝EMI → ガウスエンタテインメント → インディーズ
- もしツアオールスターズ
  - 坂下千里子
  - 三瓶
  - セイン・カミュ
- 森尾由美
- 森翼（2008年 - 2015年） - 2010年以降のリリースは無く、2015年の春に契約終了。インディーズにシフトしソロプロジェクト「赤と嘘」として活動後は、2017年森翼に名義を戻しその後もインディーズで活動中。
- 森昌子 - 1979年にミノルフォンレコードより移籍。1986年に引退したが、2006年に復帰。ただし、演歌部門撤退後の復帰だったため、特例としての所属。現在はキングレコードに移籍。

や行
- 山崎ハコ - 日本コロムビアに移籍。
- 山嵐（2010年）徳間ジャパンに移籍。
- 山口美央子 - 1985年に歌手活動を休止するも、2018年より再開。
- 山田優（2006年 - 2009年）
- 山本譲二 - 演歌部門撤退によりテイチクエンタテインメントに移籍。
- 山本リンダ - ミノルフォンレコード（現・徳間ジャパン）からキャニオンレコードに移籍後、ソニーレコード → テイチク → パイオニアLDCを経て徳間ジャパンに再移籍後当社に再移籍したが、離籍後インターチャネルを経て徳間ジャパンに再移籍。
- ゆうゆ（岩井由紀子）
- Yucca（2007年 - 2008年）
- 夢工場 （1986年 - 1989年。1987年途中HOTCAKEに、1988年にThe Blimp Clubに改名[注釈 27]）「The Blimp Club」名義でもシングルを1枚リリース、契約満了後は音楽関係以外を含む各々の仕事と並行してインディーズで活動。
- 横山知枝
- 吉川ひなの
- 吉田山田（2009年 - 2022年）
- 四人囃子 - CBS・ソニーから移籍。活動休止の後、再結成時はBMGビクター。現在も不定期に活動中。
- YOUNGSHIM - JAZZY SPORTへ移籍。

ら行
- RABBIT
- Lisa Halim（2007年 - 2008年）
- Rhymescientist - 日本コロムビアへ移籍。
- ribbon
- Little Black Dress - キングレコードへ移籍。
- Le Couple（1994年 - 2005年活動停止） - メンバーの藤田恵美はソロ名義で2017年までポニーキャニオン在籍。
- Lunakate
- レモンエンジェル

わ行
- 和島あみ（2016年 - 2018年）※
- 渡り廊下走り隊7（2009年 - 2013年）解散
- Wanna One（2017年 - 2019年）解散

## 所属タレント

### スワロウ
アニメクリエイティブ本部スワロウグループ（ポニーキャニオンアーティスツ担当よりポニーキャニオン本体へ分割統合）
スワロウ所属声優
- 加地綾乃
- 高橋良輔
- 浦田わたる
- 佐伯伊織
- 澤田拓郎
- 園山ひかり
- 田口涼
- 天麻ゆうき
- 福嶋晴菜
- 細田健太
- 松岡侑李
- 山本智哉
- 飯島七々夏
- 華成結
- 河上英里子
- 熊崎愛
- 清水梨夏
- 瀬川美沙
- 蓮見灯
- 原俊太郎
- 森田力斗

かつてスワロウに所属していた声優・アーティスト
- 花守ゆみり（現所属：tomorrow jam主宰）
- 遠藤ゆりか（引退）
- 橘えみり
- 春日望
- 安齋由香里（現所属：シグマ・セブン）
- 寺田晴名（現所属：WonderSpace）
- MICHI（現所属：Haisai agency

（モアナと業務提携））

### ポニーキャニオンアーティスツ
株式会社ポニーキャニオンアーティスツ所属
アーティスト
- SPECIAL OTHERS
- 城南海
- Ryu Matsuyama

スポーツ関係者
- 荒木大輔
- 小早川毅彦

元所属アーティスト
- 大石昌良（2010年 - 2014年） - 2014年以降、F.M.Fへの移籍を経て、2020年からCAT entertainmentに所属。2018年からオーイシマサヨシ名義でレコードレーベルのポニーキャニオンに所属。
- GRAPEVINE（2006年 - 2013年） - アロハプロダクションズの倒産により移籍。2013年に契約満了に伴い、翌年スペースシャワーミュージックへ移籍。
- GO-BANGS - 前身のキャニオンミュージック時代
- 平松愛理 - 前身のキャニオンミュージック時代

## 作品

### 映像作品
UHFアニメも、製作局あるいは製作委員会に参加している局が独立局ではない場合、キー局の欄に記載する。

#### フジテレビ
- タッチ
- ドラゴンボールシリーズ（すべて集英社・フジテレビ・東映アニメーションから発売）
  - ドラゴンボールZ（単巻版とDVD-BOX版）
  - ドラゴンボールGT（単巻版とDRAGON BOX GT編）
- Dr.スランプシリーズ（すべて集英社・フジテレビ・東映アニメーションから発売）
  - Dr.スランプ アラレちゃん（単巻版とDVD-BOX版）
  - ドクタースランプ
  - 劇場版Dr.スランプシリーズ
- らんま1/2（現在はOVAのみ販売〈発売元は小学館〉）
- こちら葛飾区亀有公園前派出所 THE MOVIEシリーズ
- よりぬきキテレツ大百科シリーズ（ビデオ版）
- ナースのお仕事（テレビシリーズ、劇場版）
- 踊る大捜査線（同上）
- SP 警視庁警備部警護課第四係（劇場版のみ）
- 古畑任三郎
- フリーター、家を買う。
- 救命病棟24時
- 真夏の方程式（発売元はアミューズソフト）
- Dr.コトー診療所
- 1リットルの涙
- バーテンダー（フジテレビとの共同発売）
- 月面兎兵器ミーナ（同上）
- しおんの王（同上）
- はねるのトびら
- FNS地球特捜隊ダイバスター
- 情報プレゼンター とくダネ!
- ポンキッキシリーズ
- コニーちゃんシリーズ
- 爆チュー問題
- きかんしゃトーマス（第1シーズンから第8シーズンまで。『魔法の線路』を含む）
- ポストマンパット（『ポンキッキシリーズ』内）
- おてんきボーイズ（同上）
- ノンタンといっしょ（『ウゴウゴルーガ』内）
- ももいろぞうさん（同上）
- チャギントン
- ロード・オブ・ザ・リングシリーズ（『プレミアム・ステージ』内に放送。）
- フジテレビビジュアルクイーン
- 花ざかりの君たちへ
- 医龍
- ペケ×ポン
- 奇跡体験!アンビリバボー
- ドリフ大爆笑
- 爆笑レッドカーペット
- マツコの部屋
- 金色のガッシュベル!!（発売元は小学館）
- アンフェア（発売元は関西テレビ、劇場版はさらにフジテレビと共同発売）
- メディアプルポ競馬DVD・ビデオ通販シリーズ（メディアプルポ・関西テレビとの共同発売）
- ヘキサゴンシリーズ
- 志村けんのだいじょうぶだぁ
- ちびまる子ちゃん
- ゲゲゲの鬼太郎シリーズ
- 笑う犬シリーズ
- run for money 逃走中
- battle for money 戦闘中
- 黄金鯱伝説グランスピアー（東海テレビにて放送）
- 信長協奏曲（アニメ）
- HUNTER×HUNTER
- オレたちひょうきん族
- ウッチャンナンチャンのやるならやらねば!
- ダウンタウンのごっつええ感じ（VHSのみ）
- みどりのマキバオー（同上）
- やっぱり猫が好き
- ひとつ屋根の下
- ロングバケーション
- 101回目のプロポーズ
- ONE PIECE 10作目（STRONG WORLD）から13作目（FILM GOLD）までの劇場版
- とんねるずのみなさんのおかげです
  - とんねるずのみなさんのおかげでした
- ワンナイR&R
- ココリコミラクルタイプ
- リチャードホール
- そんなバカなマン
- 平家物語
- コンフィデンスマンJP
- ラジエーションハウス〜放射線科の診断レポート〜
- ミステリと言う勿れ
- ナンバMG5
- 出会って5秒でバトル （関西テレビ製作）
- カワイスギクライシス（関西テレビ製作）
- ダークギャザリング（関西テレビ製作）
- メカウデ（関西テレビ・テレビ西日本製作）

#### NHK
- おかあさんといっしょ
- 忍たま乱太郎
- プチプチ・アニメ（VHSのみ）
- ざわざわ森のがんこちゃん（VHSのみ）
- みんなのうた
- みんなの広場だ!わんパーク（VHSのみ）
- モンタナ・ジョーンズ（レンタル用VHSのみ）
- 爆笑オンエアバトル
- おでんくん
- サラリーマンNEO
- しばわんこの和のこころ
- 六番目の小夜子
- ピタゴラスイッチ
- Rの法則
- ハゲタカ
- NHKアーカイブス
- ためしてガッテン
- 十二国記
- 空中散歩シリーズ
- マテマティカ2
- パラソルヘンべえ（発売元は小学館）
- ポコニャン!（同上）
- 大科学実験（同上）
- 派遣のオスカル
- 坂の上の雲（テレビドラマ）
- GIANT KILLING
- もし高校野球の女子マネージャーがドラッカーの『マネジメント』を読んだら
- へうげもの
- 団地ともお
- ガラスの家
- あさきゆめみし 〜八百屋お七異聞
- ベイビーステップ
- 超爆裂異次元メンコバトル ギガントシューター つかさ
- おとうさんといっしょ
- 山賊の娘ローニャ
- がんばれ!ルルロロ
- びじゅチューン!
- 境界のRINNE

#### 日本テレビ
基本的には子会社のバップから販売されるが、一部作品はポニーキャニオンが担当している。
- 結界師（読売テレビ製作）
- 大都会
- 花咲くいろは（読売テレビ製作）
- タイムボカン24シリーズ（読売テレビ製作）
- Infini-T Force
- お嬢と番犬くん[37]（読売テレビ製作）

#### TBSテレビ
- 愛していると言ってくれ
- 青い鳥
- 高校教師（1993年版）
- 高校教師（2003年版）
- 8時だョ!全員集合
- 電光超人グリッドマン（VHSはCIC・ビクター ビデオ、DVDは東映ビデオが担当、BDのみ）
- Summer Snow
- タイガー&ドラゴン
- イシバシ・レシピ
- 和田アキ子殺人事件（ただし、和田アキ子本人はRCA/ビクター → RVC → ワーナー → テイチク → ユニバーサル所属である。）
- 加トちゃんケンちゃんごきげんテレビ
- ローゼンメイデンシリーズ
- ジパング
- REC
- Venus Versus Virus
- ウィンターガーデン
- AIR（TBS製作委員会参加、TBSと製作委員会から発売）
- 神曲奏界ポリフォニカシリーズ
- CLANNADシリーズ
- 夜桜四重奏 〜ヨザクラカルテット〜
- けいおん!シリーズ
- レイトン教授と永遠の歌姫
- 大正野球娘。
- にゃんこい!
- アマガミSSシリーズ
- それでも町は廻っている
- 夢喰いメリー
- キルミーベイベー
- あっちこっち
- さんかれあ
- 武装神姫
- フォトカノ
- ステラ女学院高等科C3部
- アウトブレイク・カンパニー
- 桜Trick
- 僕らはみんな河合荘
- RAIL WARS!
- 中二病でも恋がしたい！シリーズ（TBS製作委員会参加）
- 俺、ツインテールになります。
- たまこまーけっと（TBS製作委員会参加）
- 境界の彼方（TBS製作委員会参加）
- ランス・アンド・マスクス
- ファンタシースターオンライン2 ジ アニメーション
- だがしかしシリーズ
- ぐでたま
- セイレン
- トミカハイパーレスキュー ドライブヘッド 機動救急警察
- たくのみ。
- 五等分の花嫁シリーズ
- グリムノーツ The Animation
- まちカドまぞくシリーズ
- 推しが武道館いってくれたら死ぬ
- 地縛少年花子くん
  - 放課後少年花子くん
- 安達としまむら
- プラチナエンド
- それでも歩は寄せてくる
- 冰剣の魔術師が世界を統べる
- アンダーニンジャ

##### 毎日放送（MBSテレビ）
- バスカッシュ!
- 戦国BASARAシリーズ（劇場版まで。第1期は毎日放送と中部日本放送製作、レンタル発売元は松竹、販売委託は同社。テレビアニメ第3期以降はバップが担当）
- DEVIL SURVIVOR 2 the ANIMATION
- 進撃の巨人シリーズ（Season 3以降はNHKにて放送）
  - 進撃!巨人中学校
- 悪魔のリドル
- 結城友奈は勇者であるシリーズ
- ローリング☆ガールズ
- DAYS
- 迷家-マヨイガ-
- ボールルームへようこそ
- RELEASE THE SPYCE
- SSSS.GRIDMAN
- SSSS.DYNAZENON
- 東京リベンジャーズシリーズ
- CUE!
- うちの師匠はしっぽがない
- 凍牌〜裏レート麻雀闘牌録〜
- 魔法使いの約束

##### CBCテレビ
- キン肉マン 完璧超人始祖編（ただし、製作委員会には不参加[38]）

#### テレビ朝日
- 藤子不二雄（藤子・F・不二雄・藤子不二雄Ⓐ）原作アニメ（劇場版などを含む、発売元は小学館、レンタル版の販売元は東宝）
- おぼっちゃまくん（同上）
- ドクターX〜外科医・大門未知子〜
- アタックNo.1（ドラマ）
- 愛しの刑事
- エースをねらえ!（ドラマ）
- ゴリラ・警視庁捜査第8班
- 西部警察
- 代表取締役刑事
- 逮捕しちゃうぞ（ドラマ）
- ただいま絶好調!
- 動物のお医者さん
- 特命係長 只野仁
- 浮浪雲（渡哲也版）
- プリンセス・プリンセス（マーベラスエンターテイメントとの共同発売）
- プリキュアシリーズ（ふたりはプリキュアからハートキャッチプリキュア!までとGo!プリンセスプリキュアからヒーリングっど♥プリキュアまで、マーベラス発売、ポニーキャニオンは販売担当。スイートプリキュア♪からハピネスチャージプリキュア!まではTCエンタテインメントが、トロピカル〜ジュ!プリキュア以降はハピネットが担当）
- 必殺仕事人2009（朝日放送との共同制作）
- 新世界より
- Free!シリーズ（朝日放送製作）
- 無彩限のファントム・ワールド（朝日放送製作）
- 小林さんちのメイドラゴンシリーズ（ABCアニメーション製作）
- ヴァイオレット・エヴァーガーデン（ABCアニメーション製作）
- ポーション頼みで生き延びます!（BSフジ製作）

#### テレビ東京
- 30minutes
- おねがい!マスカット（PLUSMIC CFP制作）
- 冒険遊記プラスターワールド
- コロッケ!（発売元は小学館）
- 絶体絶命でんぢゃらすじーさん（同上）
- セサミストリート
- 家庭教師ヒットマンREBORN!（マーベラスエンターテイメントから発売）
- マーメイドメロディ ぴちぴちピッチシリーズ（テレビ愛知制作）
- ワンワンセレプー それゆけ!徹之進（同上）
- ヤマトナデシコ七変化♥（講談社との共同発売）
- かみちゃまかりん
- おねがいマイメロディシリーズ（テレビ大阪制作）
- Over Drive
- BLUE DRAGONシリーズ（アニメシリーズ、コナミデジタルエンタテインメントから発売）
- しゅごキャラ!→しゅごキャラ!!どきっ
- 素敵探偵ラビリンス
- ネオ アンジェリーク Abyssシリーズ（コーエーから発売）
- スキップ・ビート!
- 咲-Saki-シリーズ
- 毎日かあさん（実写映画に放送）
- FAIRY TAIL（第1期）
- 侵略!イカ娘シリーズ
- カードファイト!! ヴァンガードシリーズ（2011年のテレビアニメシリーズ及び劇場アニメ『ネオンメサイア』のみ。第1期はテレビ愛知制作、第2期以降はテレビ東京制作）
- 戦国乙女〜桃色パラドックス〜
- ゆるゆりシリーズ
- 織田信奈の野望
- 神様はじめましたシリーズ
- イクシオン サーガ DT
- トレインヒーロー
- あいうら
- 魔界王子 devils and realist
- ぎんぎつね
- ダイヤのAシリーズ
- Z/X IGNITION
- 牙狼〈GARO〉アニメーションシリーズ（製作は東北新社。ポニーキャニオン映画事業部扱い）
  - 牙狼〈GARO〉 -炎の刻印-
  - 牙狼 -紅蓮ノ月-
  - 牙狼〈GARO〉 -VANISHING LINE-
- 美男高校地球防衛部LOVE!シリーズ
- 実は私は
- 聖戦ケルベロス 竜刻のファタリテ
- 斉木楠雄のΨ難シリーズ
- BEM
- トミカ絆合体 アースグランナー（テレビ大阪制作）
- オッドタクシー
- 大正オトメ御伽話
- 東京ミュウミュウ にゅ〜♡シリーズ
- 異世界のんびり農家[39]
- もういっぽん!
- 君は放課後インソムニア
- 異世界はスマートフォンとともに。2
- 夢見る男子は現実主義者[40]（BS日テレ製作）
- 冒険大陸 アニアキングダム
- 道産子ギャルはなまらめんこい
- 愚かな天使は悪魔と踊る
- グレンダイザーU

#### その他
- 白黒アンジャッシュ（チバテレビ）
- m.o.e.作品
- 少年アシベ（OVA版のみ）
- 鋼鉄天使くるみシリーズ
- グレネーダー 〜ほほえみの閃士〜
- キノの旅
- こげぱん
- 夢使い
- 鋼鉄神ジーグ（コミック版鋼鉄ジーグの続編）
- 超重神グラヴィオンシリーズ（レンタルのみすべて同社から販売）
- 流星戦隊ムスメット（トゥーマックス[注釈 29]から発売）
- 英國戀物語エマシリーズ（ショウゲートから発売）
- BLACK BLOOD BROTHERS（同上）
- 僕等がいた（マーベラスエンターテイメントから発売）
- 神霊狩/GHOST HOUND
- 狼と香辛料シリーズ
- 君が主で執事が俺で（サクシードピクチャーズから発売）
- 紅
- S・A 〜スペシャル・エー〜（マーベラスエンターテイメントから発売）
- 恋姫†無双シリーズ（同上）
- 伯爵と妖精（ディーライツ（三菱商事グループ）から発売）
- ティアーズ・トゥ・ティアラ
- CANAAN
- 11eyes（マーベラスエンターテイメントから発売）
- あそびにいくヨ!
- 探偵オペラ ミルキィホームズシリーズ
- Rio RainbowGate!
- アスタロッテのおもちゃ!
- 星空へ架かる橋（マーベラスエンターテイメントから発売）
- 猫神やおよろず（同上）
- 真剣で私に恋しなさい!（ティー・オーエンタテインメントから発売）
- ベン・トー
- 人類は衰退しました（マーベラスAQLから発売）
- TARI TARI
- まおゆう魔王勇者
- D.C.III 〜ダ・カーポIII〜（ブシロードグループと事業連携、以前のアニメシリーズはキングレコードが発売・販売元になっていた）
- 断裁分離のクライムエッジ
- はたらく魔王さま!
- 夜桜四重奏 〜ハナノウタ〜
- ワルキューレ ロマンツェ
- ウィザード・バリスターズ 弁魔士セシル
- そにアニ -SUPER SONICO THE ANIMATION-
- エスカ&ロジーのアトリエ 〜黄昏の空の錬金術士〜
- グラスリップ
- まじもじるるも
- デンキ街の本屋さん
- 響け！ユーフォニアムシリーズ
- えとたま
- SHOW BY ROCK!!シリーズ
- 六花の勇者
- クロムクロ
- マジきゅんっ!ルネッサンス
- ピアシェ〜私のイタリアン〜
- フレームアームズ・ガール
- 潔癖男子!青山くん
- 異世界はスマートフォンとともに。
- 戦刻ナイトブラッド
- サンリオ男子
- 岐阜県大垣市プロデュースアニメ
- Kanon（京都アニメーション版）
- ゆめりあ
- ガラスの仮面ですが
- ラーメンズ一連作品
- ホレゆけ!スタア☆大作戦 〜まりもみ危機一髪!〜（BS日テレにてオンエア 続編のイケ麺そば屋探偵〜いいんだぜ!〜は日本テレビ系列）
- アキカン!
- RobiHachi
- コップクラフト
- Re:ステージ! ドリームデイズ♪
- 超人高校生たちは異世界でも余裕で生き抜くようです!
- アフリカのサラリーマン
- トミカわくわくDVDシリーズ
- A3!
- ドラゴン、家を買う。
- テンカウント
- キミと僕の最後の戦場、あるいは世界が始まる聖戦
- 弱キャラ友崎くんシリーズ
- ひげを剃る。そして女子高生を拾う。
- Fairy蘭丸〜あなたの心お助けします〜
- MUTEKING THE Dancing HERO
- 吸血鬼すぐ死ぬ
- 印西あるある物語
- 恋は世界征服のあとで
- 恋は双子で割り切れない（TOKYO MX・BS日テレ・AT-X製作）
- 骸骨騎士様、只今異世界へお出掛け中
- 社畜さんは幼女幽霊に癒されたい。
- 怪盗クイーンはサーカスがお好き
- 転生賢者の異世界ライフ 〜第二の職業を得て、世界最強になりました〜
- 継母の連れ子が元カノだった
- 咲う アルスノトリア すんっ!
- お兄ちゃんはおしまい!
- ノケモノたちの夜
- 人間不信の冒険者たちが世界を救うようです[41]
- 勇者が死んだ!
- 贄姫と獣の王
- 婚約破棄された令嬢を拾った俺が、イケナイことを教え込む
- 暴食のベルセルク
- 経験済みなキミと、経験ゼロなオレが、お付き合いする話。
- 魔都精兵のスレイブ
- 結婚指輪物語
- 異世界でもふもふなでなでするためにがんばってます。
- ループ7回目の悪役令嬢は、元敵国で自由気ままな花嫁生活を満喫する
- 望まぬ不死の冒険者（BS日テレ製作）
- 月刊モー想科学
- スナックバス江
- 神は遊戯に飢えている。[42]
- Lv2からチートだった元勇者候補のまったり異世界ライフ[43]
- 2.5次元の誘惑
- 来世は他人がいい
- 空色ユーティリティ
- CITY THE ANIMATION
- Turkey![44]
- うたごえはミルフィーユ[45]

### キッズステーション
- けんたろうとミクのワイワイキッズ ビデオ・DVD・CD
- モンすたージオ DVD
- ハピクラワールド DVD

### 子供向け
- 七田式メソッド右脳イメージトレーニングシリーズ ビデオ・DVD
- こいぬぐんだん DVD
- 『フェルコットアニメ』ビデオ・DVD

#### 映画
- 時をかける少女（音楽制作のみクレジット、配給は東宝、発売元は角川書店、販売元は角川エンタテインメント）
- 劇場版“文学少女”（発売元は版元のエンターブレインと原作者の関与するティー・オー・エンタテインメント、販売元および配給は同社）
- ガラスの花と壊す世界（創作ユニット「Physics Point」の『D.backup（ディー・ドット・バックアップ）を原作者とした作品、原作品にあたる「リモのはこにわ」は現在もぽにマガにて連載中』)
- どうにかなる日々
- グリッドマン ユニバース[46]
- らくだい魔女 フウカと闇の魔女

### ゲーム
- Train Simulatorシリーズ（音楽館制作の電車運転シミュレーションゲーム。「Train Simulator PLUS JR東日本中央線2」までのWindows・Macintosh対応ゲームソフトを販売。）
- 映画・アニメを元にした版権物のゲーム。「スパルタンX」（アイレムから発売のアーケードゲームとは全くの別物）や「超人ロック」「幻魔大戦」など。
- ウルティマシリーズ（ファミコン用ソフト）
- セガのゲームのMSX移植版 - 「ファンタジーゾーン」「アウトラン」など。
- ザナック（MSX、ファミコンディスクシステム。制作：コンパイル）
- ボールブレイザー（ファミコン版）

ゲーム機（発売順）
- あーみだーくじ（MSX TAPE、2,800円、1983年）
- ディジーボール（MSX TAPE、2,800円、1983年）
- キーストンケーパーズ（MSX ROM、4,800円、1984年）
- ゼンジー（MSX ROM、4,800円、1984年）
- デカスロン（MSX ROM、4,800円、1984年）
- ビームライダー（MSX ROM、4,800円、1984年）
- ヒーロー（MSX ROM、4,800円、1984年）
- ピットフォール（MSX ROM、4,800円、1984年）
- リバーレイド（ROM、4,800円、1984年）
- おにゃんこTOWN（ファミリーコンピュータ、4,900円、1985年11月21日）
- ルナーボール（ファミリーコンピュータ、4,900円、1985年12月5日）
- アルカザール（MSX ROM、4,800円、1985年）
- ゴーストバスターズ（MSX ROM、5500円/MSX TAPE、4,800円、1985年）
- パストファインダー（MSX ROM、4,800円、1985年）
- ピットフォールII（MSX ROM、4,800円、1985年）
- マスターオブザランプ（MSX ROM、4,800円、1985年）
- ロックンボルト（MSX ROM、4,800円、1985年）
- どきどきペンギンランド（MSX ROM、4,900円、1985年）
- ガンバレ！味覚の国の大戦争（MSX TAPE、2,800円、1985年）
- クルゼーダー（MSX ROM、4,900円、1985年）
- ゴルゴ13狼の巣（MSX ROM、4,900円、1985年/MSX TAPE、3,500円、1985年）
- ザクソン（MSX ROM、4,800円、1985年）
- シーソー（MSX ROM、4,800円、1985年）
- G.P.ワールド（MSX ROM、5500円、1985年）
- ズーム909（MSX ROM、4,900円、1985年）
- スパルタンX（MSX TAPE、3,500円、1985年）
- 戦闘メカザブングル ブルーゲールPART1（MSX TAPE、3,500円、1985年）
- チェッカーズインTANTANたぬき（MSX ROM、4,800円、1985年）
- チャレンジダービー（MSX ROM、4,800円、1985年）
- チャンピオンサッカー（MSX ROM、4,800円、1985年）
- チャンピオンプロレス（MSX ROM、5500円、1985年）
- チャンピオンボクシング（MSX ROM、5500円、1985年）
- ディジーバルーン（MSX TAPE、3,500円、1985年）
- ファイナルジャスティス（MSX ROM、4,800円、1985年）
- プロテクター（MSX ROM、4,800円、1985年）
- 堀ちえみストロベリーパズル（MSX TAPE、3,500円、1985年）
- 窓ふき会社のスイングくん（MSX ROM、4,800円、1985年）
- ルナーボール（MSX ROM、4,900円、1985年）
- スーパーピットフォール（ファミリーコンピュータ、5,500円、1986年9月5日）
- 子猫物語（ディスクシステム、1986年9月19日）
- ザナック（ディスクシステム、1986年11月28日）
- タイガーヘリ（ファミリーコンピュータ、4,900円、1986年12月5日）
- 連珠（MSX ROM、4,800円、1986年）
- アルファロイド（MSX ROM、4,900円、1986年）
- Othello（MSX ROM、4,900円、1986年）
- カモン！ピコ（MSX ROM、4,900円、1986年）
- ガルケイブ（MSX ROM、4,800円、1986年）
- ザナック（MSX ROM、4,900円、1986年）
- ザナックEX（MSX ROM、5,800円、1986年）
- シティファイト（MSX DISK、6,800円、1986年）
- 将棋（MSX ROM、4,900円、1986年）
- 谷川浩司の将棋指南（MSX ROM、4,900円、1986年）
- チャンピオンアイスホッケー（MSX ROM、4,900円、1986年）
- チャンピオン剣道（MSX ROM、4,900円、1986年）
- 忍者プリンセス（MSX ROM、4,900円、1986年）
- バック トゥ・ザ フューチャー（MSX ROM、4,900円、1986年）※MSX1版
- バック トゥ・ザ フューチャー™ アドベンチャー（MSX DISK、6,800円、1986年）※MSX2版
- ハングオン（MSX ROM、4,900円、1986年）
- バンクパニック（MSX ROM、4,900円、1986年）
- ヒランヤの謎（MSX DISK、6,800円、1986年）
- ポリスストーリー（MSX ROM、4,900円、1986年）
- ロウ・オブ・ザ・ウエスト（ファミリーコンピュータ、1987年3月6日、5,500円）
- ウィンターゲームズ（ディスクシステム、1987年3月27日）
- ドクターカオス（ディスクシステム、1987年6月19日）
- ウルティマ 恐怖のエクソダス（ファミリーコンピュータ、1987年10月9日、5,900円）
- 11月13日 谷川浩司の将棋指南2（ディスクシステム、1987年11月13日）
- アタックアニマル学園（ファミリーコンピュータ、1987年12月26日、5,500円）
- コロニスリフト（MSX ROM、5,800円、1987年）
- ウルティマVI 偽りの予言者（MSX DISK、11,800円、1987年）
- SUPER RUNNER（MSX ROM、5,800円、1987年）
- ハイスクール！奇面組（MSX ROM、5,800円、1987年）
- ファンタジーゾーン（MSX ROM、5500円、1987年）
- フライトデッキ（MSX ROM、4,900円、1987年）
- プロジェクトA2史上最大の標的（MSX ROM、5,800円、1987年）
- 魔性の館ガバリン（MSX ROM、4,900円、1987年）
- ルーカスフィルム ボールブレイザー（ファミリーコンピュータ、1988年3月4日、5,500円）
- 谷川浩司の将棋指南II <名人への道>（ファミリーコンピュータ、1988年3月18日、5,500円）
- 谷川浩司の将棋指南II詰め将棋・次の一手（ディスクシステム、1988年8月10日）
- 魔塔の崩壊（ディスクシステム、1988年9月2日）
- 霊幻道士（ファミリーコンピュータ、1988年9月16日、5,900円）
- 孔雀王（ファミリーコンピュータ、1988年9月21日、5,800円）
- ダンディー（ディスクシステム、1988年10月21日）
- ハッカー（MSX ROM、5,800円、1988年）
- アウトラン（MSX ROM、6,800円、1988年）
- 居眠り流阿佐田哲也のA級麻雀（MSX ROM、5,800円、1988年）
- ウルティマ恐怖のエクソダス（MSX ROM、6,800円、1988年）
- 孔雀王（MSX ROM、5,800円、1988年）
- ケンペレンチェス（MSX ROM、5500円、1988年）
- スクーター（MSX ROM、4,900円、1988年）
- スターヴァージン（MSX ROM、5300円、1988年）
- スペースシャトル（MSX ROM、4,900円、1988年）
- 谷川浩司の将棋指南II（MSX ROM、5500円、1988年）
- ドーンパトロール（MSX ROM、4,900円、1988年）
- ボールブレイザー（MSX DISK、6,800円、1988年）
- 光GENJI ローラーパニック（ディスクシステム、1989年3月20日）
- ファンタジーゾーンII（MSX ROM、5,800円、1989年5月21日）
- アークティック（MSX ROM、5,800円、1989年7月21日）
- A列車で行こう（MSX ROM、7,800円、1989年8月21日）
- 倉庫番（ゲームボーイ、1989年9月1日）
- 谷川浩司の将棋指南III（ファミリーコンピュータ、1989年9月14日、5,800円）
- ウルティマ 聖者への道（ファミリーコンピュータ、1989年9月20日、5,900円）
- ウルティマI（MSX DISK、7,800円、1989年9月21日）
- スーパースタープロレスリング（ファミリーコンピュータ、1989年12月9日、5,900円）
- クォーターバックスクランブル（ファミリーコンピュータ、1989年12月19日、5,900円）
- 将棋（ゲームボーイ、1989年12月19日）
- ウルティマII（MSX DISK、7,800円、1989年）
- ウルティマIII（MSX DISK、8,800円、1989年）
- 熱血柔道（MSX ROM、6,800円、1989年）
- マラヤの秘宝（MSX ROM、5,800円、1989年）
- アークティック（ファミリーコンピュータ、1990年2月23日、5,500円）
- AD&D ヒーロー・オブ・ランス（ファミリーコンピュータ、1990年3月8日、6,800円）
- ペンギンランド（ゲームボーイ、1990年3月21日）
- 倉庫番2（ゲームボーイ、1990年6月22日）
- タスマニア物語（ゲームボーイ、1990年7月27日）
- 孔雀王II（ファミリーコンピュータ、1990年8月21日、6,800円）
- 田村光昭の麻雀ゼミナール（ファミリーコンピュータ、1990年9月21日、5,800円）
- シャッフルパックカフェ（ファミリーコンピュータ、1990年10月21日、6,200円）
- バーズテイル 知られざる物語（ファミリーコンピュータ、1990年12月21日、6,800円）
- 石田芳夫 詰碁パラダイス（ゲームボーイ、1990年12月21日）
- バブルゴースト（ゲームボーイ、1990年12月21日）
- AD&D ヒルズファー（ファミリーコンピュータ、1991年3月21日、7,800円）
- シャドウブレイン（ファミリーコンピュータ、1991年3月21日、9,800円）
- ジャングルウォーズ（ゲームボーイ、1991年6月21日）
- AD&D プール・オブ・レイディアンス（ファミリーコンピュータ、1991年6月28日、9,800円）
- 恋は駆け引き（ゲームボーイ、1991年7月21日）
- A列車で行こう（ファミリーコンピュータ、1991年8月21日、7,800円）
- AD&D ヒーロー・オブ・ランス（MSX ROM、7,500円、1991年9月21日）
- ウルティマ 〜失われたルーン〜（ゲームボーイ、1991年12月14日）
- バーズテイルII（ファミリーコンピュータ、1992年1月25日、7,000円）
- AD&D ドラゴン・オブ・フレイム（ファミリーコンピュータ、1992年2月21日、6,800円）
- ウルティマVI 偽りの予言者（スーパーファミコン、1992年4月3日、9,800円）
- ジャングルウォーズ2（スーパーファミコン、1993年3月19日、9,500円）
- 大仁田厚 FMW（スーパーファミコン、1993年8月6日、9,800円）
- 将棋 風林火山（スーパーファミコン、1993年10月29日、8,800円）
- ウルティマ 〜失われたルーン2〜（ゲームボーイ、1993年11月19日）
- アイ・オブ・ザ・ビホルダー（メガCD、1994年4月22日、7,800円）
- アローン・イン・ザ・ダーク（3DO、7,800円、1994年10月21日）
- F1GP in（3DO、7,800円、1994年10月28日）
- METAL JACKET（PlayStation、1995年9月22日、5,800円）
- レジェンド オブ K-1ザ・ベストコレクション（セガサターン、4,980円、1997年1月24日）
- ZAP!SNOW BOARDING TRIX（セガサターン、5,800円、1997年2月21日）
- レジェンド オブK-1 グランプリ'96（セガサターン、4,980円、1997年4月18日）
- 歌舞伎町リーチ麻雀 東風戦（スーパーファミコン、1994年7月15日、8,800円）
- ピットフォール マヤの大冒険（スーパーファミコン、1995年7月14日、9,800円）
- ウルティマ 恐竜帝国（スーパーファミコン、1995年7月28日、9,800円）
- 白いリングへ（スーパーファミコン、1995年10月27日、9,980円）
- オールスター麻雀（PlayStation、1997年9月18日、6,800円）
- ウルティマVII ザ・ブラックゲート（スーパーファミコン、1994年11月18日、9,800円）
- ZAP! SNOW BOARDING TRIX'98（セガサターン、5,800円、1997年12月18日）
- ザップ!スノーボーディングトリックス'98（PlayStation、1997年12月25日、5,800円）
- 花札・リアル3D（PlayStation、1998年12月10日、4,800円）
- ファイティングアイズ（PlayStation、1998年12月17日、6,800円）
- ザ・首都高レーシング（ゲームボーイ、1998年12月18日）
- 将棋2（ゲームボーイ、1999年3月19日）
- ピットフォールGB（ゲームボーイ、1999年3月19日）
- フィッシュオン!バス（PlayStation、1999年9月22日、5,800円）
- 週刊Gallop ブラッドマスター（PlayStation、1999年11月25日、6,800円）
- 将棋2（ニンテンドウパワー、2000年4月1日）
- ザ・首都高レーシング（ニンテンドウパワー、2000年4月1日）
- ブラックジャック VS 松田純（PlayStation、2000年8月10日、4,800円）
- 実戦に役立つ詰碁（ゲームボーイ、2000年8月11日）
- お水の花道（PlayStation、2000年8月17日、6,800円）
- リーチ麻雀（PlayStation、2000年12月14日、6,800円）
- ブロックウオーズ（PlayStation、2001年9月6日、3,800円）
- 将棋3（ゲームボーイ、2001年12月24日）
- ZANAC（バーチャルコンソール、2007年10月9日）
- Lunar Ball（バーチャルコンソール、2007年12月11日）

パソコン
- 1982年発売
  - 『スペースアステロイド』、シューティング、PC-8800。
  - 『アドベンチャーラリー』、レース、PC-8800。
  - 『フォトン・モンスター』PC-8800。
  - 『ビンゴ＆サイモン』、その他、PC-8800。
  - 『ブラックジャック』、カード、PC-8800。
  - 『ポーカー』PC-8800。
  - 『ヘビーボンバーズ』、シューティングPC8000。
  - 『7ならべ』、カード、PC-8800。
  - 『神経衰弱』、カード、PC-8800。
  - 『スパイ大作戦』PC-8800。
  - 『ディープスキャン/ディープスキャナー』、シューティング、PC-8800。
- 1983年
  - 1月
    - 『神風/フォーリングクラッシュ』、シューティング、PC-8800。
    - 『ハムレット/二次元四目並べ』、PC-8800。
    - 『スペーストレック』、SLG、PC-8800。
    - 『ハイスピードエイリアン』PC-8800。
    - 『エイリアンハンター』PC-8800。
    - 『囲碁トレーナー』、テーブル、PC8001,PC-8800。
    - 『クリゴンキャプチャー』、SLG、PC-8800。

  - 3月
    - 『ハッピーブッシュマン』、アドベンチャー、PC-8800。映画『ブッシュマン』のゲーム化。
    - 『幻魔大戦』、PC-8800、FM-7、FM-8。映画『幻魔大戦』のゲーム化。

  - 4月
    - 『くわがたさまのお通りだい』、アクション、PC-8800。
    - 『ギャラックコンボイ』、アクション、PC-8800。

  - 5月
    - 『スラバヤ沖海戦』、SLG、PC-8800。太平洋戦争の海戦。
    - 『真珠湾攻撃＆マレー沖航空戦』、SLG、PC-8800。
    - 『ハリコフ攻防戦』、SLG、PC-8800。
    - 『フォークランド上陸作戦』、SLG、PC-8800。フォークランド紛争
    - 『大銀行強盗＆スクウェア・ポーカー』、テーブル、PC-8800。
    - 『国士無双』、テーブル、PC-8800。麻雀
    - 『パチンコフィーバー』、アクション、PC-8800。
    - 『ダンケルク』、SLG、PC-8800。第二次世界大戦のダンケルクの戦い。

  - 6月
    - 『ミッドウェー海戦』、SLG、PC-8800。

  - 7月
    - 『スリーピーシェリフ』、アクション、PC-8800。
    - 『セイバーパート1』、アクション、PC8000。
    - 『The RACER・ギャラクシーファイター』、レース・シューティング、PC8000。
    - 『3Dオリエンテーリング&ザ・メーズ』、PC-8800。
    - 『エラーパニック』、PC-8800。

  - 8月
    - 『ゴルゴ13 モレッティー一族惨殺事件』、アドベンチャー、PC-8800。
    - 『南極物語』、アドベンチャー、PC-8800。同名映画のゲーム化。
    - 『エルアラメイン』、SLG、PC-8800。第二次世界大戦時のエル・アラメインの戦い
    - 『バルジ大海戦』、SLG、PC-8800。

  - 9月
    - 『ザブングル・ブルーゲール』、SLG、PC-8800。アニメ・戦闘メカ ザブングルのゲーム化。

  - 10月
    - 『ゴミムシ君』、アクション、PC-8800。
    - 『あーみだくじ』、アクション、PC-8800。

  - 12月
    - 『ペンキ屋ユウちゃん』、アクション<アダルト>、PC-8800。
    - 『囲碁道場』、テーブル、PC-8800。
    - 『サイクロプスクラッシャー＆ウォーターマン』、アクション、PC-8800。
    - 『となりのお姉さん第一弾早く伝書鳩をとばして!』、アクション<アダルト>、PC-8800。反射神経型。
    - 『おーい！かぐや姫』、アクション<アダルト>、PC-8800。反射神経型。
- 1984年
  - 1月
    - 『フラッシュウォーズ』、SLG、PC-8800。スタートレックタイプのゲーム。
    - 『UNITY』、SLG、PC-8800。

  - 2月
    - 『キャノンボール2』、アクション<ロードレース>、PC-8800。同名映画のゲーム化。
    - 『フルーツパニック』、アクション、PC-8800。マッピータイプのゲーム。

  - 3月
    - 『ぺんぎんビレッジ』、アドベンチャー、PC-8800。アニメ『Dr.スランプ アラレちゃん』のゲーム化。
    - 『ガンバレ！味覚の国大戦争』、SLG、PC-8800。
    - 『プロジェクトA』、アクション、PC-8800。同名映画のゲーム化。スパルタンXタイプのゲーム。
    - 『綿の国星』、FM-7。

  - 4月
    - 『ボールパニカー』、ピンボール、PC-8800。
    - 『さよならジュピター』、アクション<迷路>、PC-8800。同名映画のゲーム化。

  - 7月
    - 『デーモンズ』、アドベンチャー、PC-8800、FM-7,FM-8。
    - 『セイバーパート2』、アクション、PC-8800。ラリーXタイプのゲーム。

  - 8月
    - 『アレンジボール』、アクション、PC-8800。パチンコフィーバーの続編。
    - 『ゴルゴ13 狼の巣』、アドベンチャー、PC-8800、MSX<ロムカセット>。コミック『ゴルゴ13』を元にしたオリジナルゲーム。

  - 11月
    - 『超人ロック』、アドベンチャー・アクション、PC-8800<FD>。コミック「超人ロック」のゲーム化。
- 1985年
  - 1月
    - 『スパルタンX』、アクション、PC-8800。同名映画のゲーム版だが、バイクゲームがメイン。

  - 6月
    - 『ルナーボール』、アクション、PC-8800。ピンボール。
- 1986年
  - 3月
    - 『バック トゥ・ザ フューチャー』、アクション、PC-8800。同名映画の名前と設定を借りただけのゲーム。

  - 4月
    - 『ヤンパラアドベンチャー ヒランヤの謎』、アドベンチャー、PC-8800。
    - 『オペレーショングレネードライン西岸の大包囲作戦』、SLG、PC-8800。SPIの西部戦線シリーズの同名ボード・ウォーゲームのパソコン版。第二次世界大戦末期の連合国とドイツ軍のライン川周辺の戦い。

  - 5月
    - 『ピンボールランド』、アクション<ピンボール>、PC-8800<FD>。

  - 7月
    - 『サマーゲームス』、アクション、PC-8800<FD>。オリンピックの陸上競技のゲーム。ハイパーオリンピックタイプのゲーム。アップルの『EPYX』の移植版。

  - 8月
    - 『シティファイト』、SLG、PC-8800<FD>、FM-7<FD>。SPIシリーズ第二弾。SPIのボードウォーゲームのパソコン版。第二次世界大戦の市街戦における分隊単位の歩兵戦闘を8つのシナリオで再現。マップ作成可能。

  - 11月
    - 『スーパーピットフォール』、アクション、PC-8800。

  - 12月
    - 『パットン第3軍』、SLG、PC-8800<FD>、PC-9800<FD>、6800円。SPIの西部戦線シリーズ『PATTON'S 3RD ARMY』のボードウォーゲームを前作オペレーショングレネードに続きコンピュータゲーム化。第二次世界大戦末期のメッツ要塞攻略とドイツ国境進撃をパットン将軍に成り代わりシミュレートする。
    - 『バック トゥ・ザ フューチャー™ アドベンチャー』、アドベンチャー、PC-8800、FM-7<FD>。同名映画のエピソードと画像を取り入れたアドベンチャーゲーム。
- 1987年
  - 1月
    - 『ウィンターゲームズ』、アクション<スポーツ>、PC-8800。冬季オリンピックをテーマにしたゲーム。

  - 5月
    - 『ロウ・オブ・ザ・ウエスト』、アドベンチャー、PC-8801mkIISR。アメリカの西部開拓時代をテーマにしたゲーム。

  - 7月
    - 『ウルティマ4/Ultima IV Quest of the Avatar』RPG、PC-8801mkIISR<FD>。

  - 8月
    - 『レニングラード』、SLG、PC-8800<FD>。SPIシリーズ。第二次世界大戦のレニングラード包囲戦をテーマにしたSLG。おおまかな指令を与えれば部隊は自動的に行動する日本では珍しいシステムのゲーム。

  - 10月
    - 『アイドロン』、シューティング、PC8801<FD>。ルーカスフィルムの同名ゲームの移植。
    - 『リトル コンピュータ ピープル』、PC-8801mkIISR<FD>。アクティビジョンのゲームリトル・コンピュータ・ピープル（英語版）の移植。主人公を女性に変更している。FC版は、スクウェアがアップルタウン物語という名で発売している。
    - 『谷川浩司の将棋指南2』、テーブル、PC-8800<FD>。

  - 時期不明
    - 『英雄ナポレオン』 - PC-9801 ※企画・プログラミング：G.A.M
- 1988年
  - 2月
    - 『ハッカー』、アクション、PC-8801mkIISR<FD>。

  - 4月
    - 『ビーチヘッド』、アクション、PC-8800<FD>。

  - 12月
    - 『ウルティマ1/Ultima1Ultima I the First Age of Darkness』、RPG、PC-8801mkIISR<FD>。当時唯一未訳の本編タイトルだったが、オリジナル発売から8年を経ての日本語化であった（後に「VII」が2011年現在唯一未訳の本編タイトルとなるが）。
- 1989年
  - 9月
    - 『ウルティマ2/Ultima II the Revenge of The Enchantress』RPG、PC-8801mkIISR<FD>。以前他社より発売していた同名ゲームをリメイク。

  - 10月
    - 『AD&D ヒーロー・オブ・ランス』アクションRPG、PC-8801mkIISR<FD>。テーブルトークRPGのアドバンスト・ダンジョンズ&ドラゴンズをゲーム化。

  - 11月
    - 『ウルティマ3/Ultima III EXODUS』、TRPG、PC-8801mkIISR<FD>。以前他社より発売していた同名ゲームをリメイク。

  - 12月
    - 『AD&D プール・オブ・レイディアンス』、RPG、PC-8801mkIISR・MR<FD>。アドバンスト・ダンジョンズ&ドラゴンズの「A FORGOTTEN REALMS」をゲーム化。
- 1990年
  - 7月
    - 『ウルティマV/Ultima V Warriors of Destiny』RPG、PC9801<FD>。

  - 9月
    - 『ザ バーズテイル』RPG、PC-8801mkIISR<FD>。ウィザードリィやウルティマなど並ぶ名作ゲームの移植。
- 1991年
  - 8月
    - 『AD&D ヒルズファー』、PRG、PC-8801mkIISR<FD>。アドバンスト・ダンジョンズ&ドラゴンズをもとにしたゲーム。

  - 10月
    - 『ザ バーズテイル2』RPG、PC-8801mkIISR<FD>。ウィザードリィやウルティマなど並ぶ名作ゲームの移植。

スマートフォン
- 2017年
  - 8月
    - 『Re:ステージ！ プリズムステップ』思考型リズムアクション、iOS・Android。hotarubiとの共同開発。

  - 10月
    - 『アイドルDTI』音楽ゲーム、iOS・Android。白泉社との共同開発。